# Padua
Padua (italienisch Padova, lateinisch Patavium) ist eine italienische Gemeinde und Hauptstadt der gleichnamigen Provinz Padua. Sie liegt am Rand der Po-Ebene, 30 km westlich von Venedig, am Fluss Bacchiglione und hat 207.502 Einwohner (Stand 31. Dezember 2023).
Mit dem botanischen Garten und mit mehreren über die Altstadt verteilten Freskenzyklen des 14. Jahrhunderts besitzt Padua zwei Einträge in der Liste des Weltkulturerbes der UNESCO. Die Stadt beheimatet zudem mit der Universität Padua (Gründung im Jahr 1222) eine der ältesten europäischen und die nach Bologna (gegründet 1088) und Modena (gegründet 1175) drittälteste Universität Italiens.

## Geschichte

### Antike
Padua ist eine der ältesten Städte Italiens. In der Antike führte es den lateinischen Namen Patavium. Der Sage nach wurde es von dem Trojaner Antenor um 1184 v. Chr. gegründet. Angeblich hatte Antenor in Patavium Spiele gestiftet, die im 1. Jahrhundert n. Chr. alle 30 Jahre mit der Aufführung von Dramen abgehalten wurden. Tatsächlich stammen die ältesten archäologischen Siedlungsspuren dieser Region aus dem 12. Jahrhundert v. Chr. In der Folge sind kleine Siedlungen am Fluss Bacchiglione für das 10. und 9. Jahrhundert v. Chr. bezeugt. Das dort entstandene Patavium entwickelte sich zu einem wichtigen Zentrum der Veneter. Es besaß einen Seehafen mit sicherem Ankerplatz an der Mündung der Brenta und des Bacchiglione und unterhielt eine lebhafte Schifffahrt längs der Küste. Durch ihre ständigen Streitigkeiten mit keltischen Nachbarvölkern waren die Pataviner kriegerisch eingestellt. Die erste historische Notiz über die Stadt bezieht sich auf das Jahr 302 v. Chr. Damals schlug die Miliz von Patavium einen Angriff des spartanischen Königssohns Kleonymos zurück. Sie konnte einige feindliche Schiffe erbeuten, die sie verbrannte. Die Schiffsschnäbel und die erbeuteten Spolia wurden im Tempel der Juno aufbewahrt. Zum Andenken an den Sieg wurde in Patavium jährlich mit Schiffen auf dem Fluss ein Scheinkampf aufgeführt.
Aus Abneigung gegen die benachbarten Gallier schlossen sich die Pataviner mit den übrigen Venetern als Bundesgenossen den Römern an, als diese von 225–222 v. Chr. Krieg gegen die Boier und Insubrer führten. Die Veneter und Cenomanen stellten damals zusammen ein Kontingent von 20.000 Soldaten für den Krieg. Im Zweiten Punischen Krieg gegen Hannibal leisteten die Pataviner den Römern große Dienste, indem sie durch ihre Beherrschung der Wasserstraßen die Festungen Placentia (heute Piacenza) und Cremona hielten. Später unterstellten sie sich gern der Hegemonie der Römer, die von hier aus die Alpenwege beobachteten. Patavium erhielt keine römische Besatzung; seine innere Verwaltungsautonomie wurde respektiert. In innere Streitigkeiten von Patavium griff auf Wunsch von dessen Einwohnern 174 v. Chr. der Konsular Marcus Aemilius Lepidus schlichtend ein. Der Ort entwickelte sich zu einer der wichtigsten und reichsten Handelsstädte des Römischen Reiches. Patavium besaß bedeutende Tuch- und andere Manufakturen und exportierte Wolle, aus der kostbare Teppiche und in Italien beliebte Wolldecken gefertigt wurden. 59 v. Chr. wurde hier der römische Geschichtsschreiber Titus Livius geboren. 49 v. Chr. erlangte die Stadt den Status eines Municipium der Tribus Fabia. Es litt nicht unter den römischen Bürgerkriegen. 43 v. Chr. stellte es sich auf die Seite des Senats gegen Marcus Antonius, dessen Gesandten es nicht empfangen wollte, wofür es von Cicero gelobt wurde. In der Ära des Kaisers Augustus ergab der Zensus von 14 n. Chr., dass die hohe Anzahl von 500 aus Patavium stammenden Männern genügend Vermögen hatten, um die Würde eines Ritters bekleiden zu dürfen.
Der Legende nach soll der Heilige Prosdocimus das Gebiet im 1. Jahrhundert christianisiert haben. In Padua soll er als erster Bischof fungiert haben. 69 n. Chr. wurde Patavium widerstandslos von den Feldherren des Kaisers Vespasian, Primus und Varus, während ihres Vorstoßes nach Italien besetzt.
Es blieb in den nächsten Jahrhunderten weiterhin eine prosperierende Stadt, wird aber in den Quellen kaum noch erwähnt. Unter Diokletian wurde es Ende des 3. Jahrhunderts einem kaiserlichen Corrector und später einem Präfekten unterstellt. Es ist nicht sicher, ob Patavium durch die Einfälle von Alarich (um 400) und des Hunnenheers Attilas (452) betroffen war. 493 wurde die Stadt von den ostgotischen Truppen  Theoderichs des Großen in Besitz genommen. Während des Gotenkriegs des Kaisers Justinian I. wurde Patavium von dessen Feldherrn Narses erobert und kam damit für kurze Zeit unter oströmische Herrschaft.

### Mittelalter
Als der Langobardenkönig Alboin 568 in Norditalien einfiel und die Provinz Venetien überrannte, konnte Patavium zunächst seine Unabhängigkeit behaupten. 601 wurde die Stadt von König Agilulf nach blutiger Belagerung erobert und fast ganz zerstört. Die Überreste des Amphitheaters und einige Brückenfundamente sind die einzigen heute noch erhaltenen Teile. Die Bevölkerung mit ihrem Bischof floh nach Metamaucum.
Die Stadt erholte sich davon nur sehr langsam. Karl der Große brachte Padua 779 unter fränkische Herrschaft. Später wurde die Stadt dem Heiligen Römischen Reich zugeordnet. Otto I. errichtete in Padua eine Munizipalverfassung mit zwei vorsitzenden Konsuln und erklärte Padua zur Freien Stadt.
Unter Kaiser Friedrich I. trat sie 1164 dem Lombardischen Städtebund bei, schloss aber 1177 zu Venedig einen Waffenstillstand mit dem Kaiser, nachdem es 1175 einen Podestà an die Spitze der städtischen Regierung gestellt hatte.
Die Podestàs bedrohten bald die Selbständigkeit Paduas, besonders die aus dem Haus Romano, von denen Ezzelino III. von 1237 bis 1256 eine drückende Tyrannei ausübte. 1256 wurde Padua von den Guelfen erobert. Aufgrund der Missgunst zwischen Volk und Adel übertrug man das Podestat wieder einer Familie, den Carraresi. Unter der Signoria der da Carrara erweiterte Padua seinen Herrschaftsbereich auf einen Großteil von Zentral-Venetien und baute die Stadt stetig aus. So entstanden die mittelalterliche Stadtbefestigung und die weltliche und kirchliche Bebauung der Stadt.

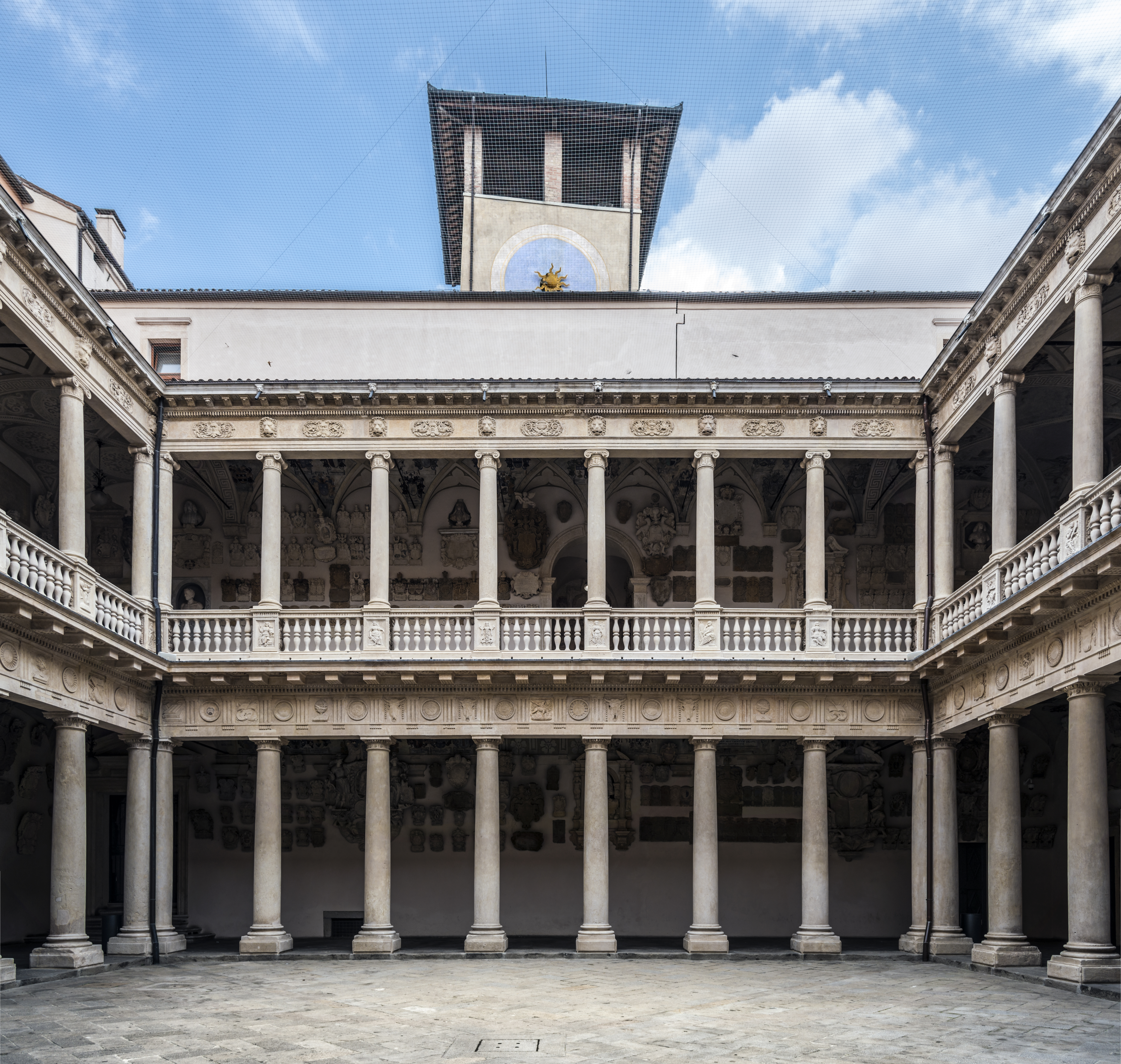
Universität Padua, gegründet 1222

1222 wurde – nach Bologna und Modena – die Universität Padua als dritte Universität in Italien gegründet, und einige der wichtigsten italienischen Künstler arbeiteten oder lebten in Padua. Dazu gehörten unter anderem Giotto di Bondone, Guariento di Arpo, Altichiero da Zevio und Giusto de’ Menabuoi. 1364 erbaute Giovanni de Dondi in Padua eine Planetenuhr.
1328 fiel die Stadt an Cangrande I. della Scala. Die Scaligerherrschaft endete aber bereits 1337. Mit dem Niedergang der Familie der Carraresi 1405 verlor auch Padua seine politische Eigenständigkeit und kam unter die Herrschaft der Republik Venedig, was der kulturellen Entwicklung keinen Abbruch tat. Bis in die erste Hälfte des 15. Jahrhunderts wirkten unter anderem Donatello und Andrea Mantegna in Padua.

### Neuzeit

#### Venezianische Herrschaft
Die Herrschaft Venedigs über Padua dauerte bis zum Ende dieser Republik (1797). Es gab nur eine kurze Unterbrechung, als Padua 1509 während des Krieges gegen die Liga von Cambrai in die Hände der Liga fiel. Die Kaiserlichen wurden nach einigen Monaten wieder vertrieben. Kurz darauf belagerte Kaiser Maximilian I. Padua vom 15. September bis zum 1. Oktober 1509 vergeblich. Die Stadt wurde von zwei venezianischen Adeligen, einem Podestà für die zivilen und einem Kapitän für die militärischen Angelegenheiten, regiert, die für jeweils 16 Monate gewählt wurden. Unter diesen Gouverneuren besorgten weiterhin der Große und der Kleine Rat die Geschäfte der Stadt und wandten die paduanischen Gesetze an, die in den Statuten von 1276 und 1362 festgelegt waren. Die Finanzen lagen in den Händen von zwei Kämmerern. Ein Gesandter aus den Reihen des paduanischen Adels residierte für jeweils fünf Jahre in Venedig, um dort die Interessen seiner Heimatstadt zu vertreten.
Im 16. Jahrhundert erfuhr Padua einen erneuten Aufschwung. Die Stadt wurde um einige Gebäude erweitert, die Stadtbefestigung weiter ausgebaut, und die Universität baute ihren guten europäischen Ruf aus. In dieser Zeit lehrten an der Universität viele italienische Gelehrte, unter anderem Galileo Galilei, der 1599 zu den Mitbegründern der Accademia dei Ricovrati gehörte.

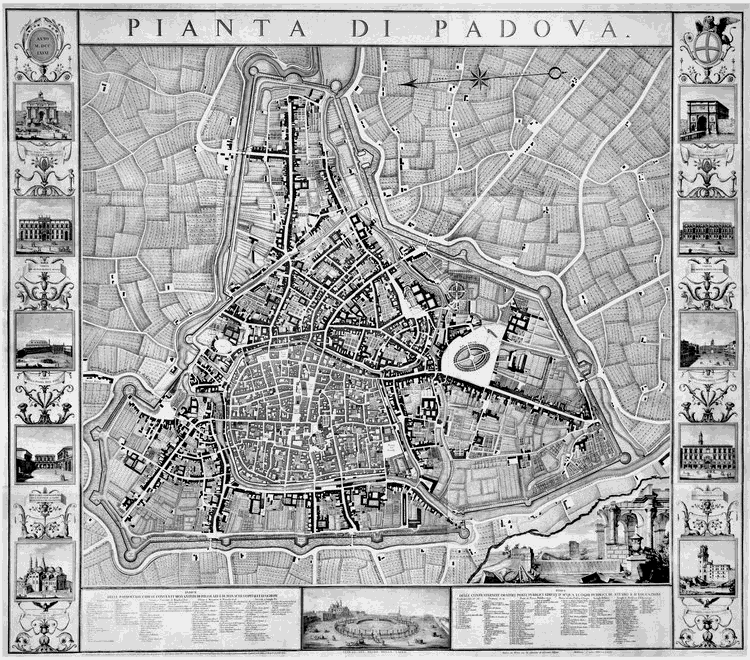
Padua um 1780

#### Österreichische Herrschaft

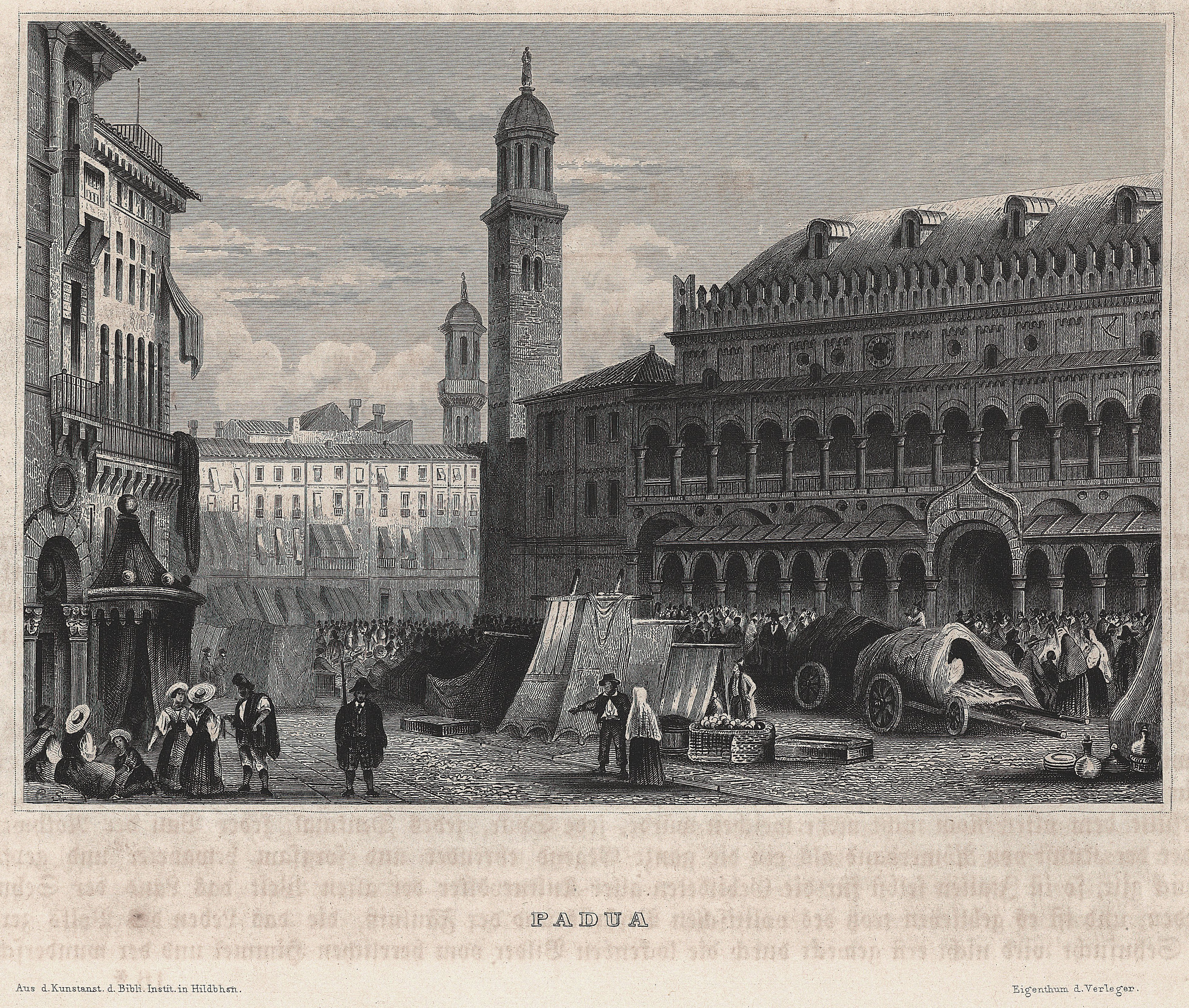
Padua in den 1850er Jahren

Am Ende des 18. Jahrhunderts endete die venezianische Vorherrschaft. Am 28. April 1797 wurde Padua von den Franzosen besetzt und im Frieden von Campo Formio am 17. Oktober 1797 an Österreich abgetreten, kam aber im Pressburger Frieden vom 26. Dezember 1805 an das von Napoleon Bonaparte gegründete Königreich Italien. Der erste Pariser Friede vom 30. Mai 1814 brachte Padua als Teil des Königreiches Lombardo-Venetien indirekt an Österreich zurück (der Kaiser von Österreich war in Personalunion sein König). Am 8. Februar 1848 fand in Padua ein bewaffneter Aufstandsversuch statt, der jedoch von den österreichischen Truppen unterdrückt und danach die Universität am 15. Februar 1848 geschlossen wurde. Im März 1848 brachen neue Unruhen aus, in deren Folge das österreichische Militär die Stadt räumte und erst am 14. Juni 1848 zurückkehrte. 1850 wurde die Universität wieder eröffnet.
Unter der habsburgischen Herrschaft begann die Entwicklung der Industrie in Padua. 1845 wurde als eine der ersten Bahnstrecken Italiens die Strecke Padua–Venedig (heute Teil der Bahnstrecke Venedig–Rovigo–Bologna) errichtet.

#### Teil Italiens
Durch den Wiener Frieden vom 3. Oktober 1866 kam Padua mit Venetien an das Königreich Italien. Zu dieser Zeit war Venetien die ärmste Region Norditaliens, was bis in die 1960er Jahre so bleiben sollte. Die Stadt selbst blühte dennoch in den folgenden Jahrzehnten gesellschaftlich und wirtschaftlich auf. Die Industrialisierung schritt fort und die Stadt war ein wichtiger landwirtschaftlicher Markt. Die Universität bildete ein bedeutendes kulturelles und technologisches Zentrum. Auch ein höheres militärisches Kommando und mehrere Regimenter waren hier stationiert.
Mit dem Eintritt Italiens in den Ersten Weltkrieg am 24. Mai 1915 wurde Padua als Sitz des Oberkommandos der italienischen Armee ausgewählt, wo König Viktor Emanuel III. und der Generalstabschef Luigi Cadorna fortan lebten. Nach der italienischen Niederlage in der Schlacht von Karfreit im Herbst 1917 wurde die Front bis an den nur 50 bis 60 km entfernten Piave zurückgenommen, wodurch die Stadt innerhalb der Reichweite der österreichisch-ungarischen Artillerie lag. Dennoch wurde das Oberkommando nicht verlegt. Padua war bereits 1916 erstmals Ziel der k.u.k. Luftstreitkräfte gewesen. Bis 1918 flog die österreichisch-ungarische Luftwaffe insgesamt 19 Luftangriffe auf die Stadt, die insgesamt 129 Todesopfer forderten und bei denen 211 Gebäude beschädigt wurden. Vom nahe gelegenen Flugfeld San Pelagio startete Gabriele D’Annunzio am 9. August 1918 zu seinem denkwürdigen Flug über Wien. Ende Oktober 1918 brach nach dem entscheidenden Sieg der italienischen Armee in der Schlacht von Vittorio Veneto die österreichisch-ungarische Front zusammen. Am 3. November 1918 wurde in der Villa Giusti am Stadtrand von Padua der Waffenstillstand von Villa Giusti unterzeichnet.
Während des Ersten Weltkrieges war die Industrie stark gewachsen, was die Grundlage für die weitere Entwicklung in der Nachkriegszeit bot. In den Jahren nach dem Krieg entwickelte sich Padua außerhalb der alten Stadtmauern und wuchs sowohl an Größe als auch an Bevölkerung. Wie viele andere Orte innerhalb und außerhalb Italiens erlebte Padua in diesen Jahren schweren sozialen Aufruhr. Die Stadt wurde durch Streiks und Zusammenstöße erschüttert, Fabriken und Land wurden besetzt, und Kriegsveteranen kämpften um ihre Rückkehr ins Zivilleben. Wie in anderen Städten Italiens sahen viele im Faschismus den Retter von Ordnung und Besitz gegen die Revolution. Eine der größten Massenkundgebungen, bei der angeblich etwa 300.000 Menschen einer Rede Benito Mussolinis folgten, fand in Padua statt.
Neue Gebäude in typisch faschistischer Architektur entstanden, so z. B. die Gebäude um die Piazza Spalato (heute Piazza Insurrezione), der neue Teil des Rathauses und ein Teil des Palazzo del Bo, Sitz der Universität.
Im Zweiten Weltkrieg befand sich in den Jahren 1942 und 1943 in einer ehemaligen Kaserne das italienische Konzentrationslager Chiesanuova für slowenische und kroatische Gefangene.
Nach dem Waffenstillstand von Cassibile am 8. September 1943 wurde Padua Teil der Italienischen Sozialrepublik, des Marionettenstaates der deutschen Besatzer. In der Stadt befanden sich das Ministerium für öffentliche Unterweisung, Militär- und Milizkommanden sowie ein Militärflugplatz. Gleichzeitig bekämpfte die Resistenza, die italienischen Partisanen, sehr aktiv die neuen faschistischen Machthaber wie auch die Nazis.
Padua wurde zwischen 1943 und dem Kriegsende im April 1945 mehrmals von alliierten Flugzeugen bombardiert. Der erste Luftangriff fand am 16. Dezember 1943 statt, bei dem 300 Menschen starben. Geflogen wurden die Angriffe von der 15. US-Luftflotte und der 205. Bomber-Gruppe der Royal Air Force. Am schwersten wurden der Bahnhof sowie der im Norden gelegene Stadtteil Arcella getroffen. Die Angriffe kosteten in der Stadt und den Vororten insgesamt etwa 2000 Opfer. Bei den Luftangriffen wurden auch viele denkmalgeschützte Objekte unterschiedlich stark beschädigt oder gingen sogar gänzlich verloren, wie die Fresken von Andrea Mantegna und Nicolò Pizzolo in der zur Eremitani-Kirche gehörenden Cappella Ovetari. In der nach dem Ersten Weltkrieg errichteten Gedenkstätte und Kirche Tempio Antoniano della Pace fanden nicht nur über 5000 Gefallene des Ersten Weltkrieges ihre letzte Ruhestätte, sondern auch 989 zivile Opfer der Luftangriffe auf Padua im Zweiten Weltkrieg.
Am 28. April 1945 wurde die Stadt durch Partisanen und neuseeländische Truppen befreit. Ein kleiner Soldatenfriedhof des Commonwealth im Westen der Stadt erinnert an die Opfer.
Nach dem Krieg erlebte die Stadt einen raschen Aufschwung – ein Spiegelbild des Aufstiegs Venetiens vom ärmsten Gebiet in Norditalien zu einer der reichsten und aktivsten Regionen des modernen Italien.

## Kultur und Sehenswürdigkeiten

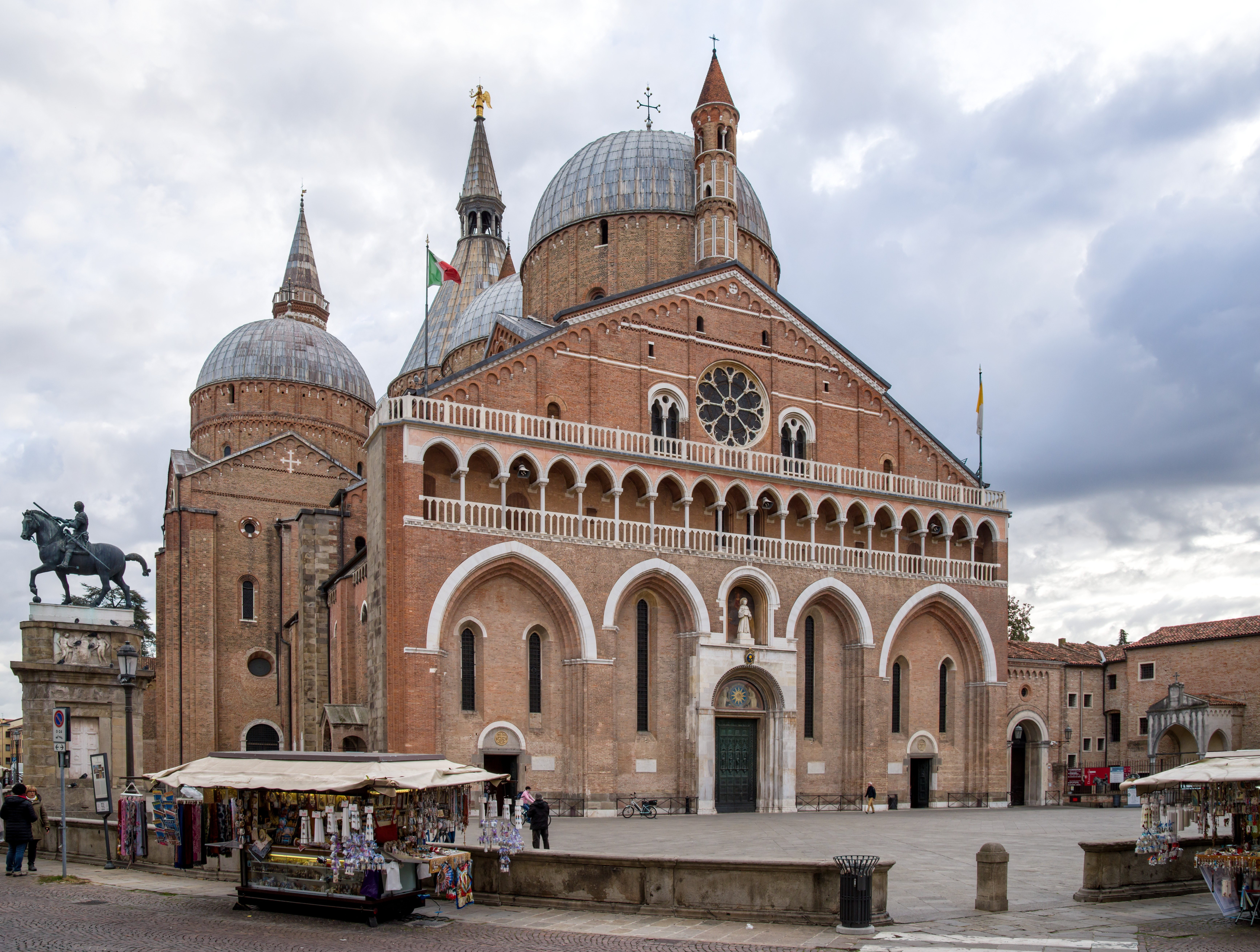
Basilica di Sant’Antonio

- Die bekannteste Sehenswürdigkeit ist die als Wallfahrtskirche bedeutende Basilica di Sant’Antonio, Basilika des Heiligen Antonius mit seinem Grabmal sowie dem Hochaltar mit Bronzestatuen von Donatello. Die Freskenzyklen in der Basilika aus dem 14. Jahrhundert von Giotto, Giusto de’ Menabuoi, Altichiero da Zevio, Jacopo Avanzi und Jacopo da Verona sind Teil des Weltkulturerbes.
- Kunstgeschichtlich bedeutend ist die Scrovegni-Kapelle mit dem Freskenzyklus von Giotto (Weltkulturerbe). Ursprünglich außerhalb der mittelalterlichen Stadt, steht sie heute in der Nähe des Bahnhofs.
- Auf der Piazza del Santo, links vor der Basilika, steht das von Donatello geschaffene bronzene Reiterstandbild des venezianischen Feldherrn Erasmo da Narni, genannt Gattamelata.
- An der Südseite des Platzes liegt die Scuola di Sant’Antonio, 1427 als Zunftgebäude errichtet; im Kapitelsaal Fresken von Tizian (Wunder des hl. Antonius) u. a.
- Nebenan ist das vollständig mit Fresken von Altichiero da Zevio (Weltkulturerbe) ausgestattete Oratorio di San Giorgio (1377–1384).

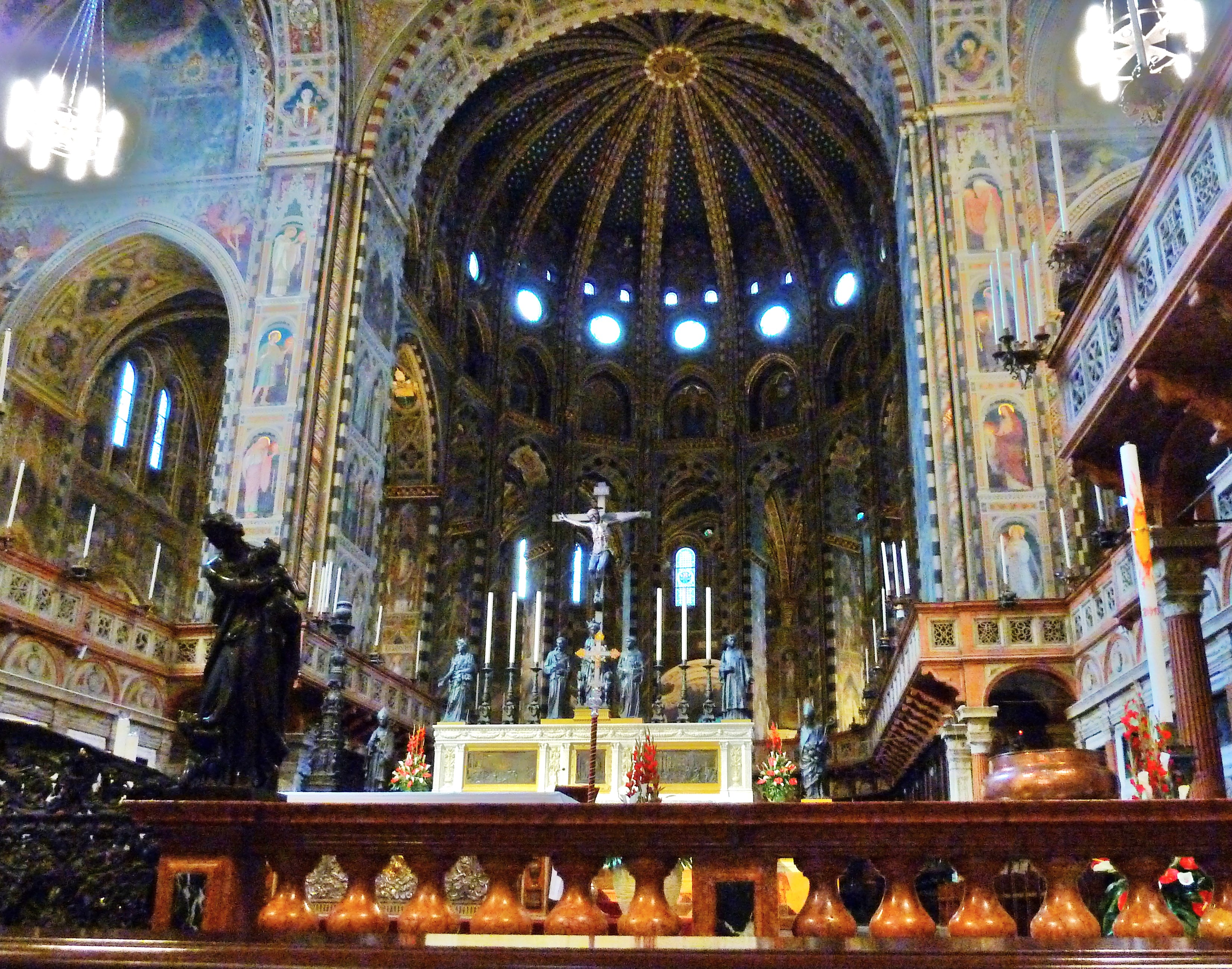
Basilica di Sant’Antonio, Blick in das Presbyterium mit dem Hochaltar
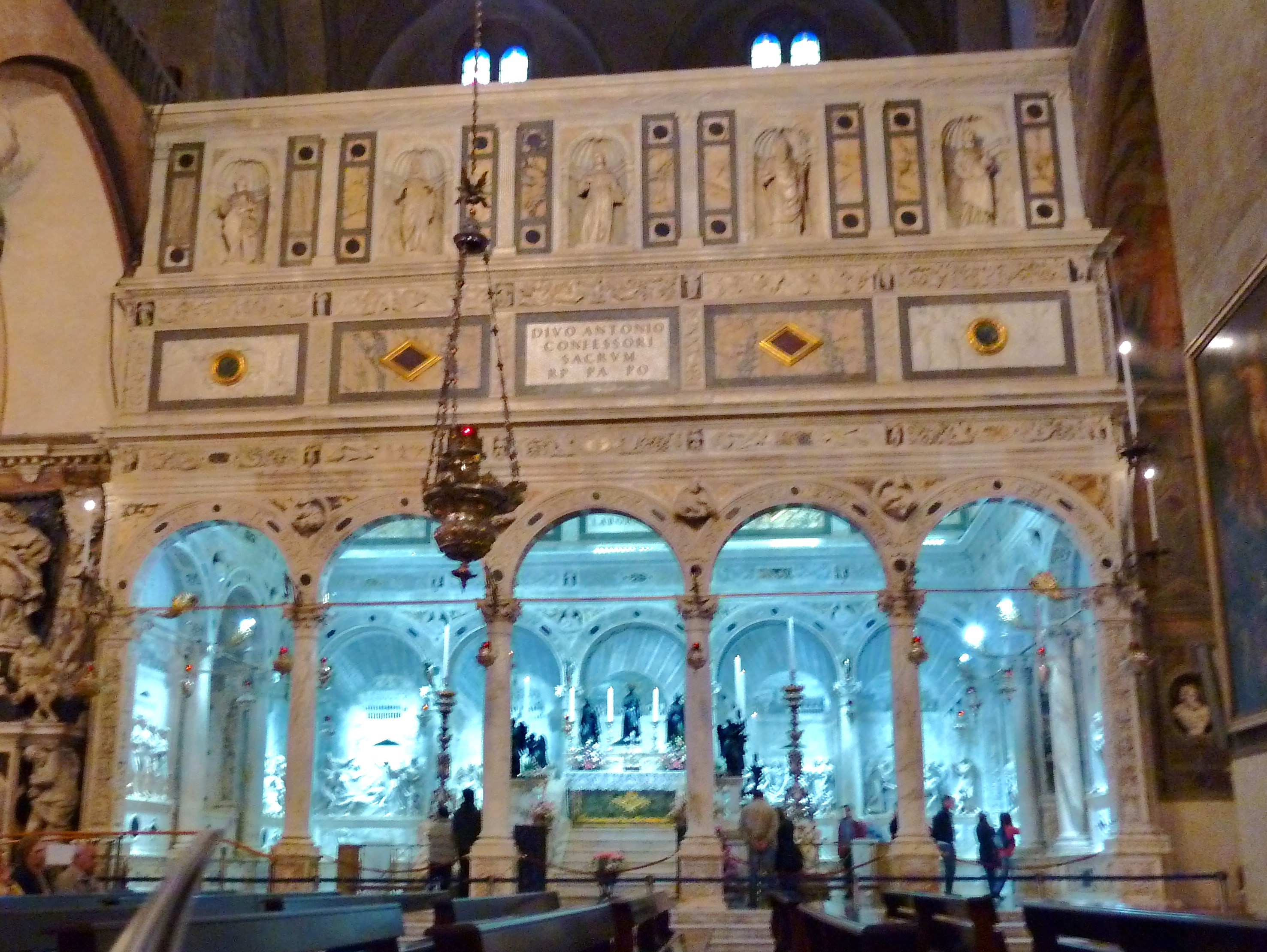
Basilica di Sant’Antonio, die Kapelle mit dem Grabmal des Heiligen
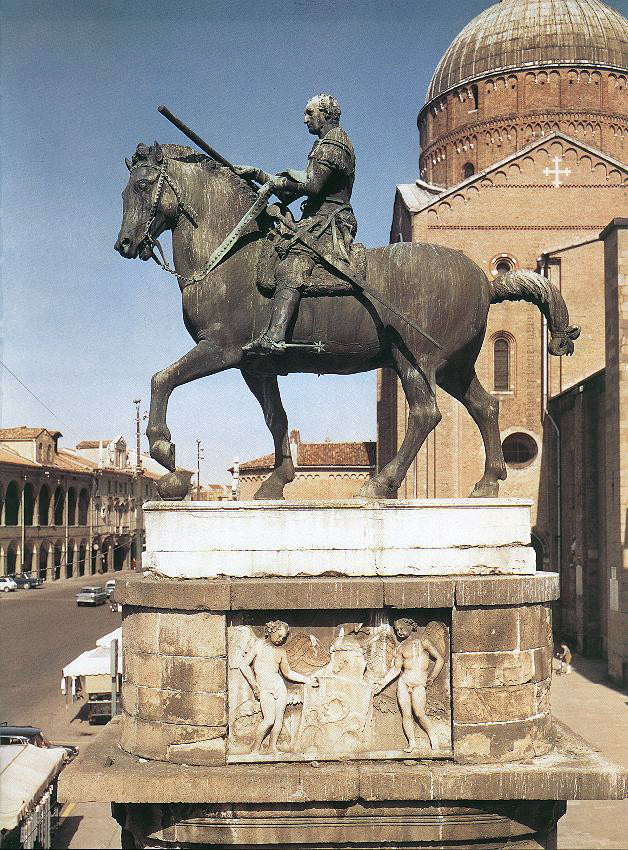
Reiterstandbild des Gattamelata von Donatello
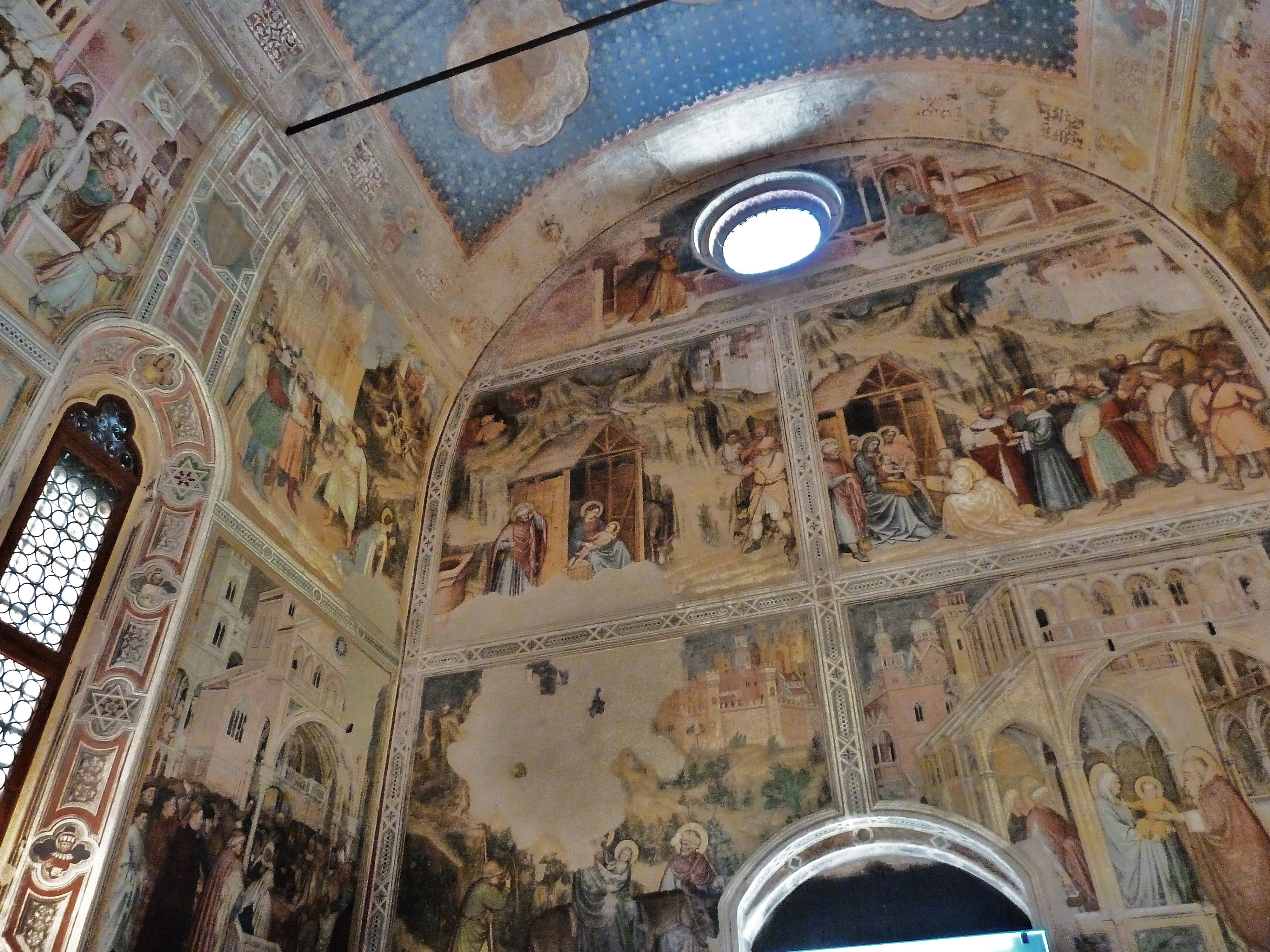
Oratorio di San Giorgio, Innenansicht gegen Eingangswand
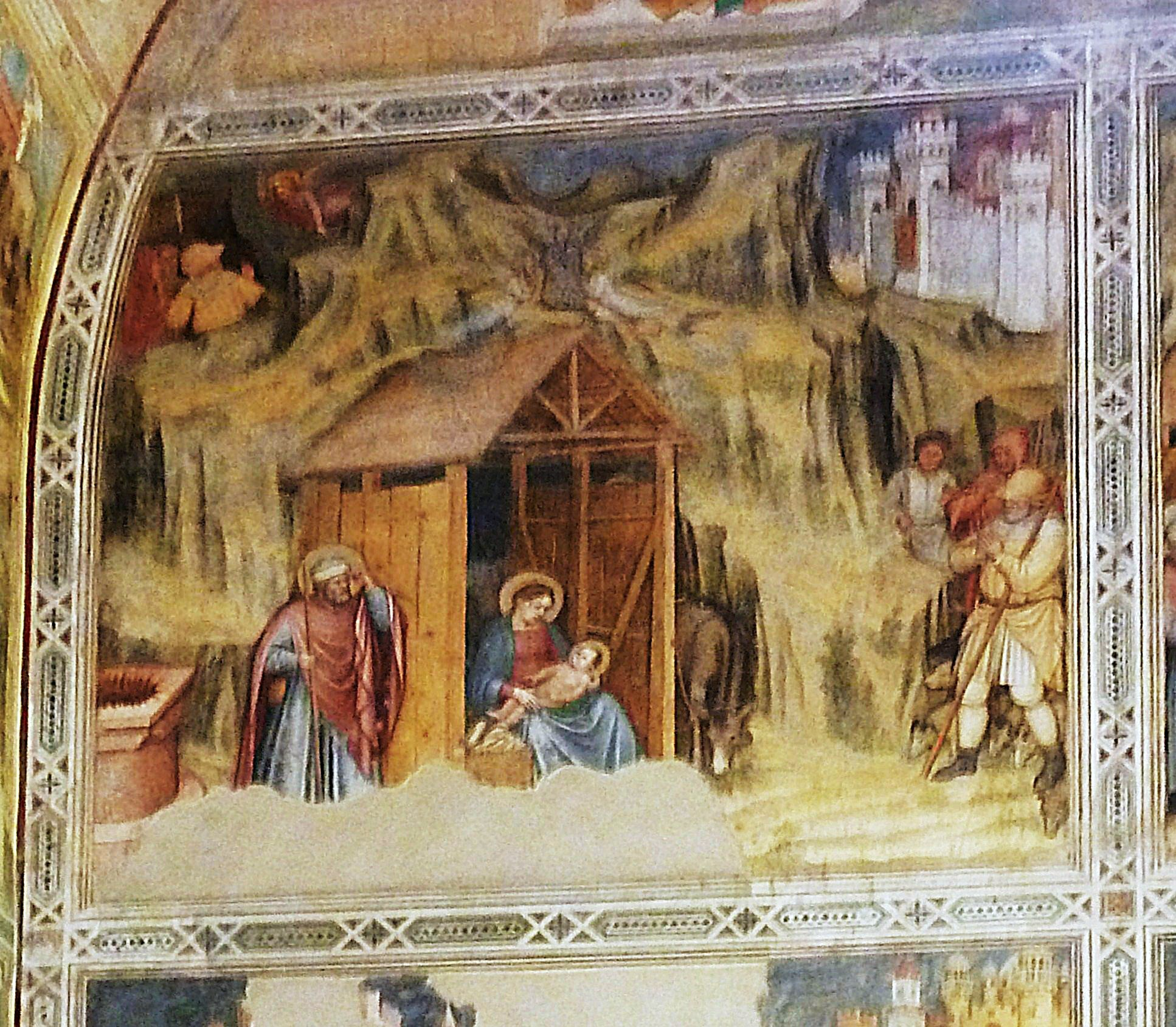
Oratorio di San Giorgio. Jesu Geburt, Fresko an der Eingangswand

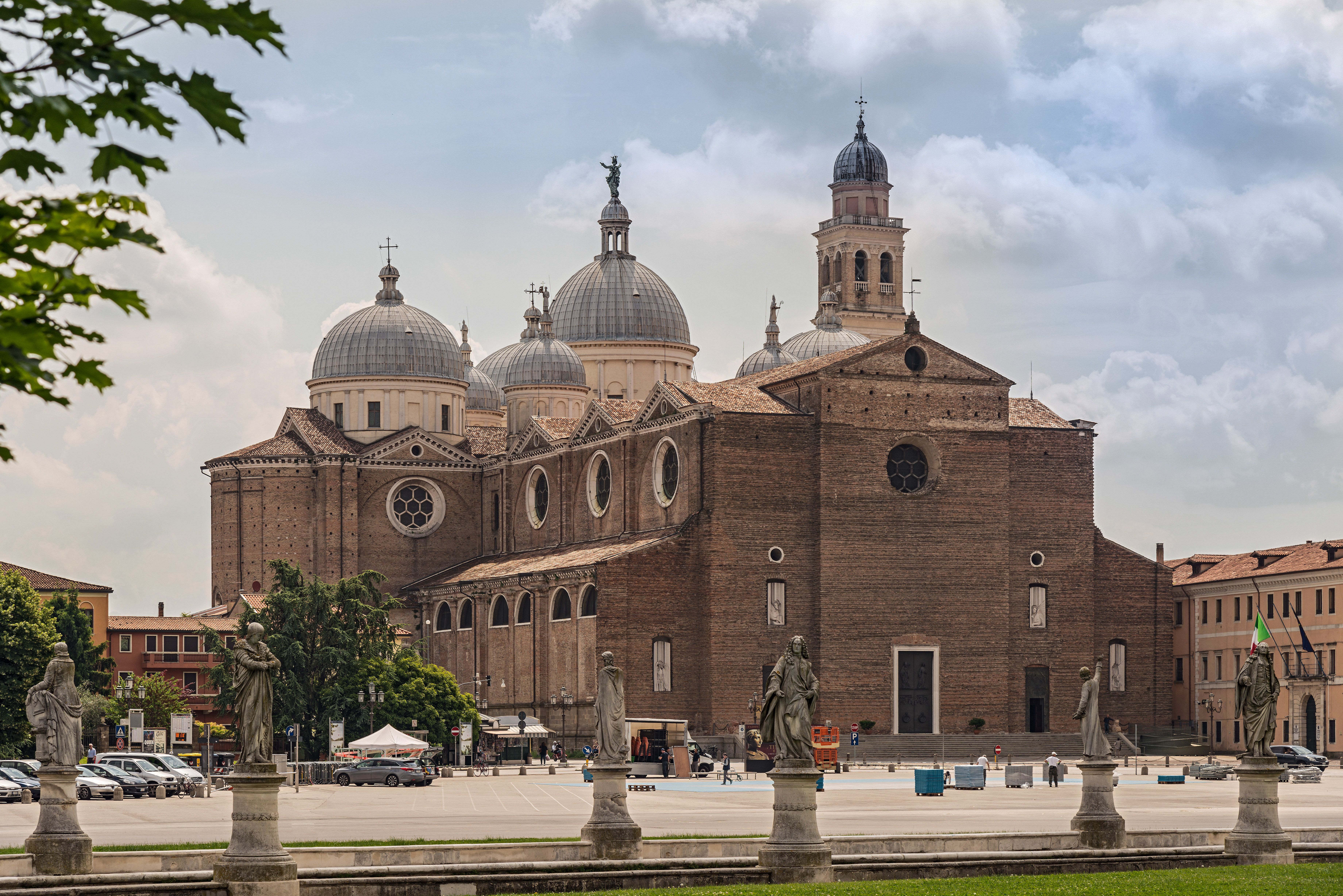
Basilika der Heiligen Justina am Prato della Valle

- In der Nähe liegt der Prato della Valle, einer der größten (wenn nicht der größte) Innenstadtplätze Europas neben dem Place de la Concorde in Paris und dem Roten Platz in Moskau
- Südlich des Prato della Valle erhebt sich die Basilica di Santa Giustina, Basilika der heiligen Justina, in der sich das Grab des heiligen Lukas befindet.[24] Das Bild des Hochaltars von Paolo Veronese (1575) zeigt das Martyrium der heiligen Justina.
- Der nahe gelegene, 1545 gegründete botanische Garten Orto Botanico di Padova gilt als der älteste noch bestehende botanische Universitätsgarten (Weltkulturerbe). Hier studierte schon Goethe an einer 1585 gepflanzten, noch heute zu besichtigenden Palme das Blattwachstum.

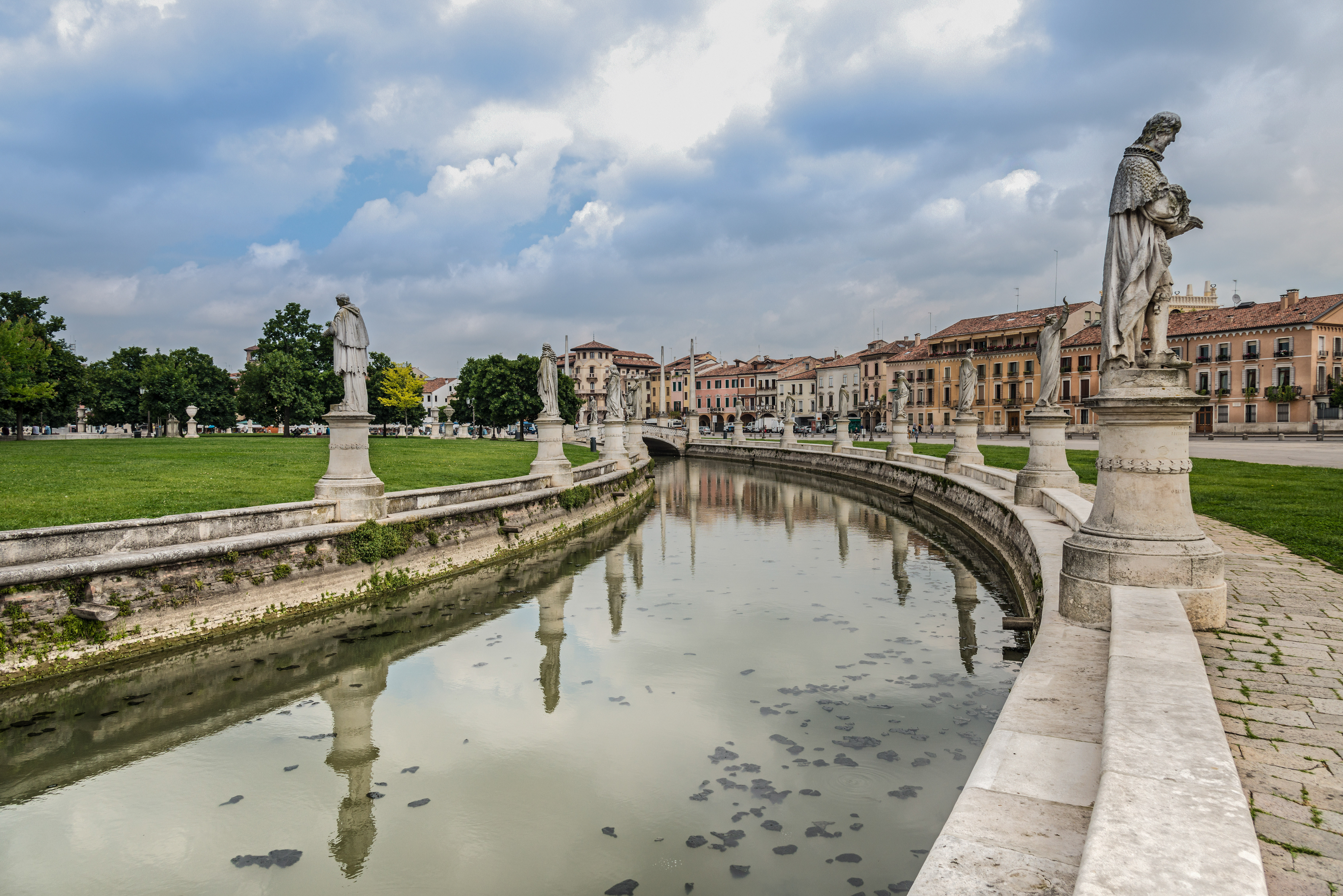
Prato della Valle
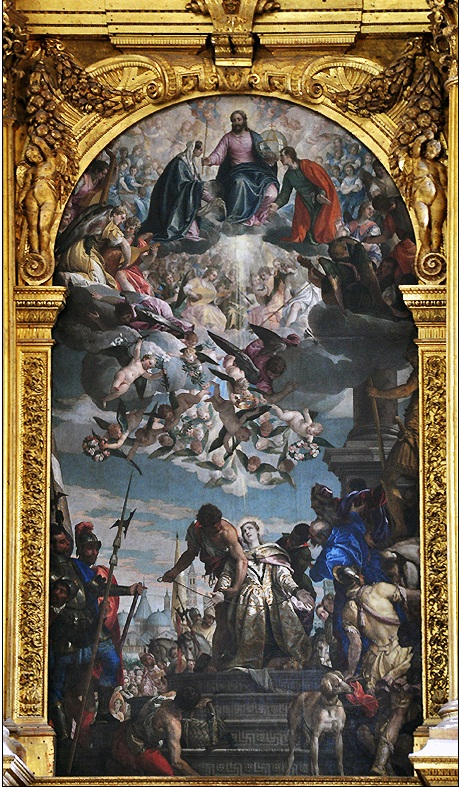
Basilica di Santa Giustina, Bild des Hochaltars von Veronese
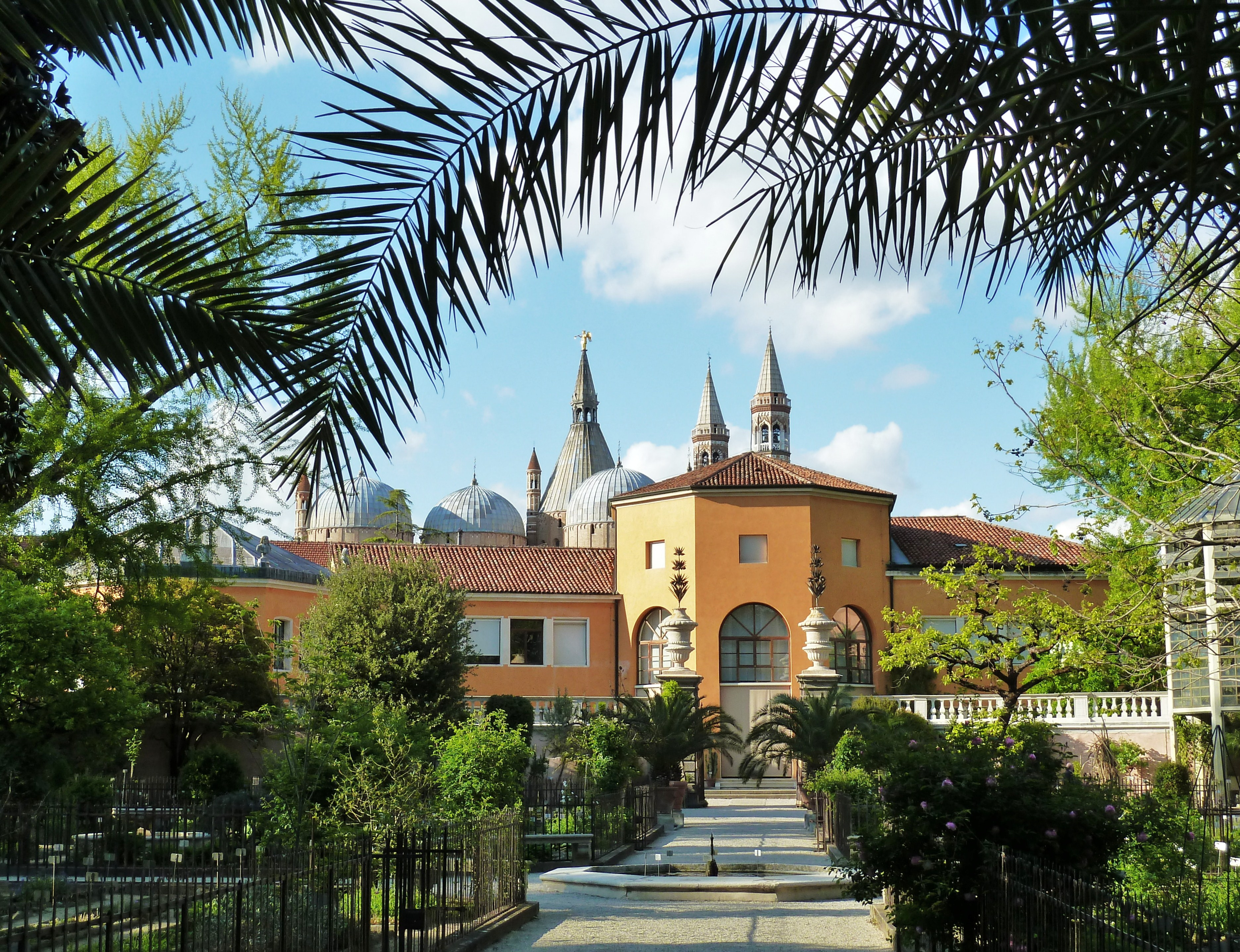
Botanischer Garten, im Hintergrund Türme der Basilica di Sant’Antonio

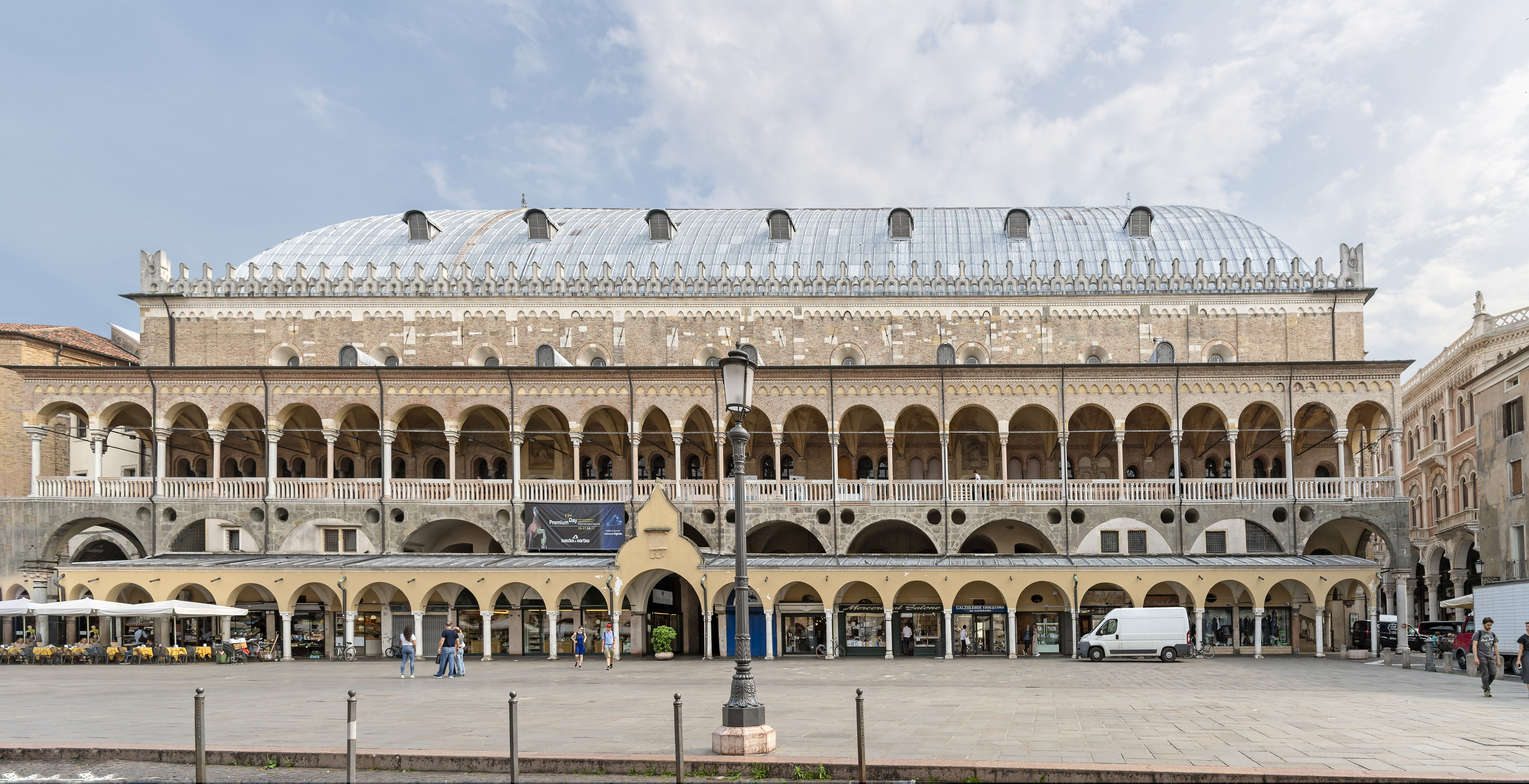
Palazzo della Ragione

- Der Palazzo della Ragione, auch Salone genannt, gilt als das heimliche Wahrzeichen Paduas (errichtet ab 1218). Er steht zwischen der Piazza delle Erbe und der Piazza della Frutta, wo Paduas große Märkte stattfinden. Das Obergeschoss nimmt der ehemalige mit Fresken (Weltkulturerbe) geschmückte Rats- und Gerichtssaal, der eigentliche „Salone“, ein, der von einer Schiffskiel-ähnlichen hölzernen Dachkonstruktion überspannt wird.
- Westlich des Palazzo della Ragione steht an der Piazza dei Signori zwischen dem Palazzo del Capitanio und dem Palazzo del Camerlenghi der Uhrturm, Torre dell’Orologio, mit einer astronomischen Uhr von 1437. Der Triumphbogen wurde 1531 von Giovanni Maria Falconetto vorgesetzt.

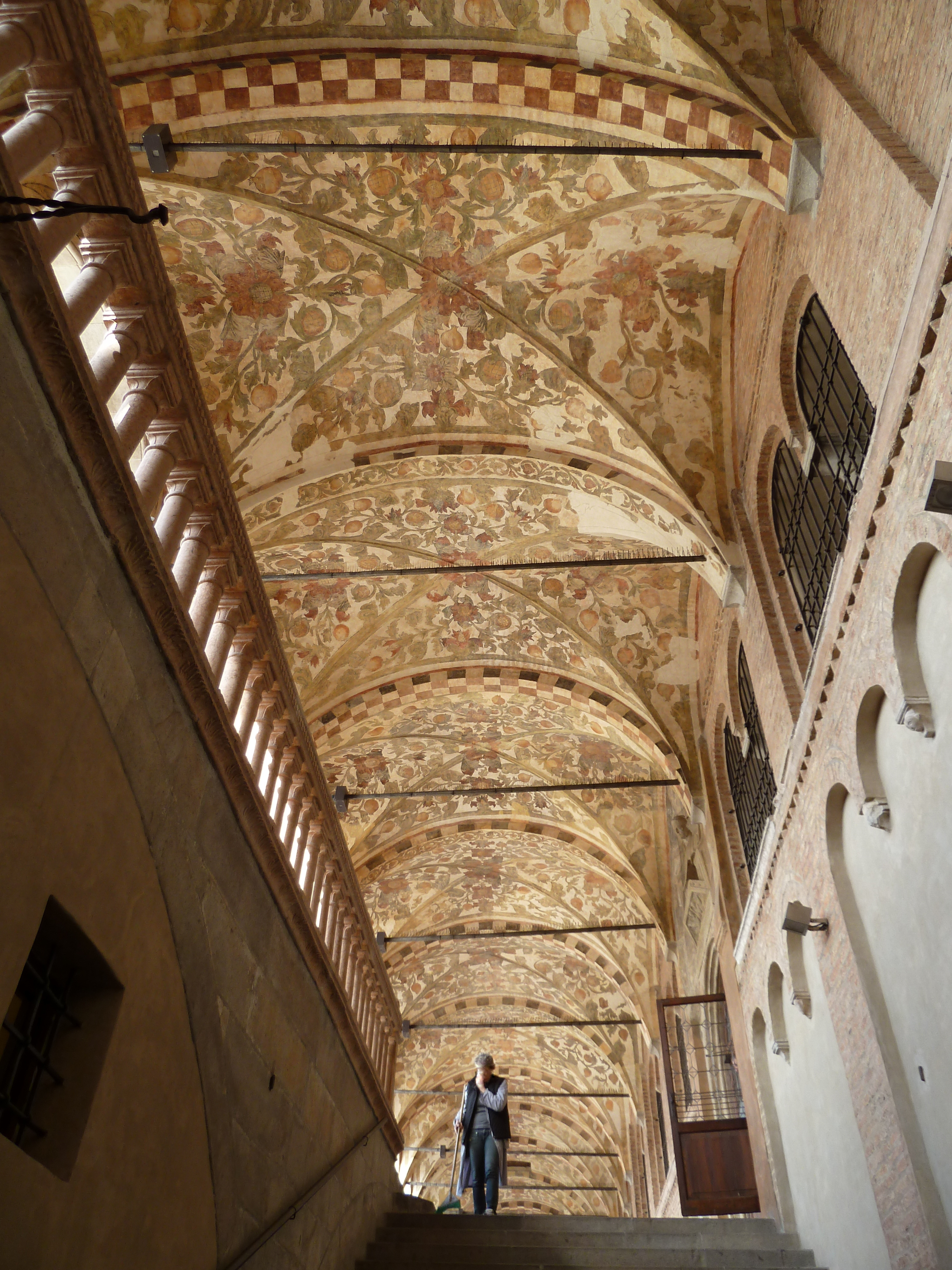
Palazzo della Ragione, Aufgang zum „Salone“
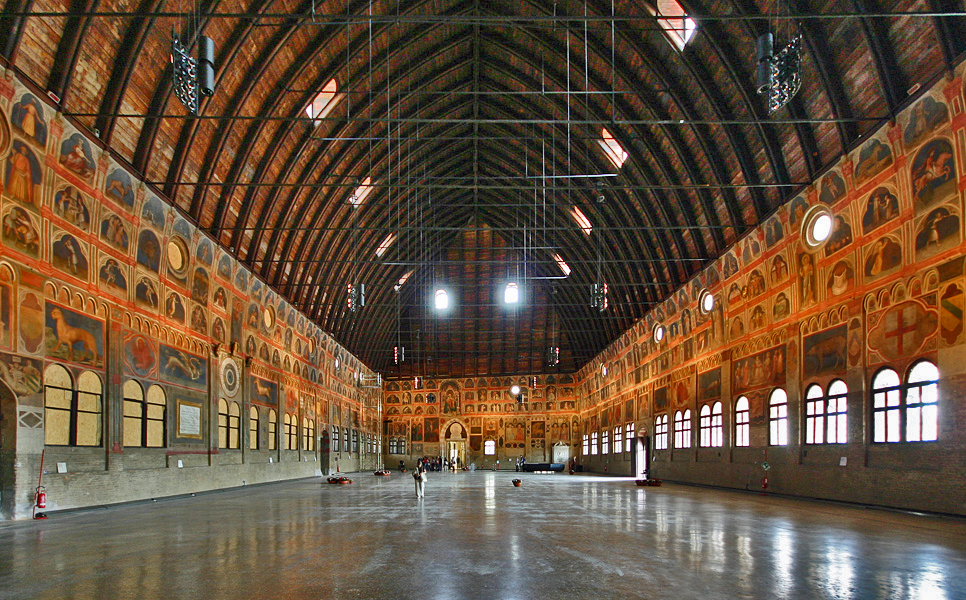
Palazzo della Ragione, der „Salone“
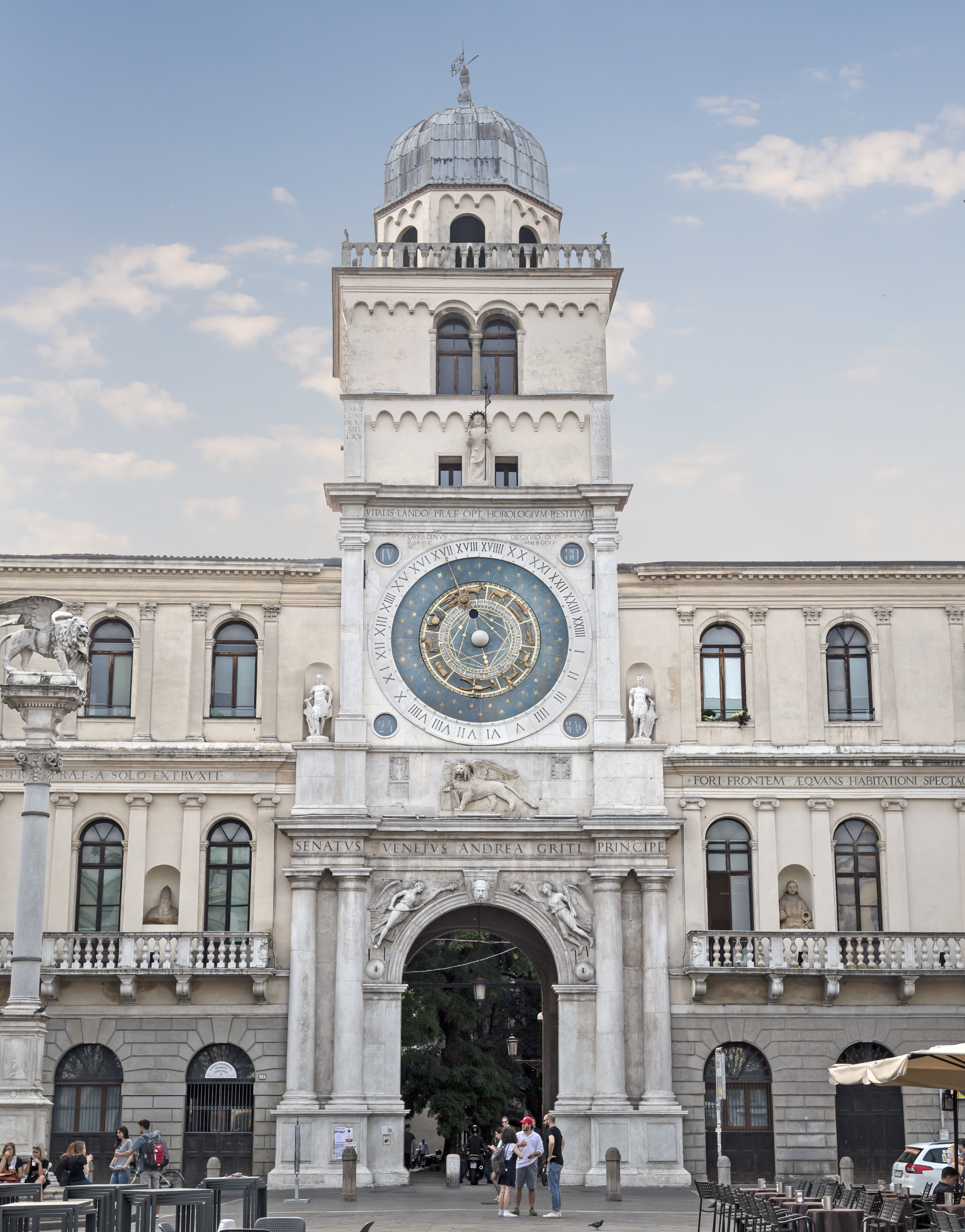
Torre dell’Orologio

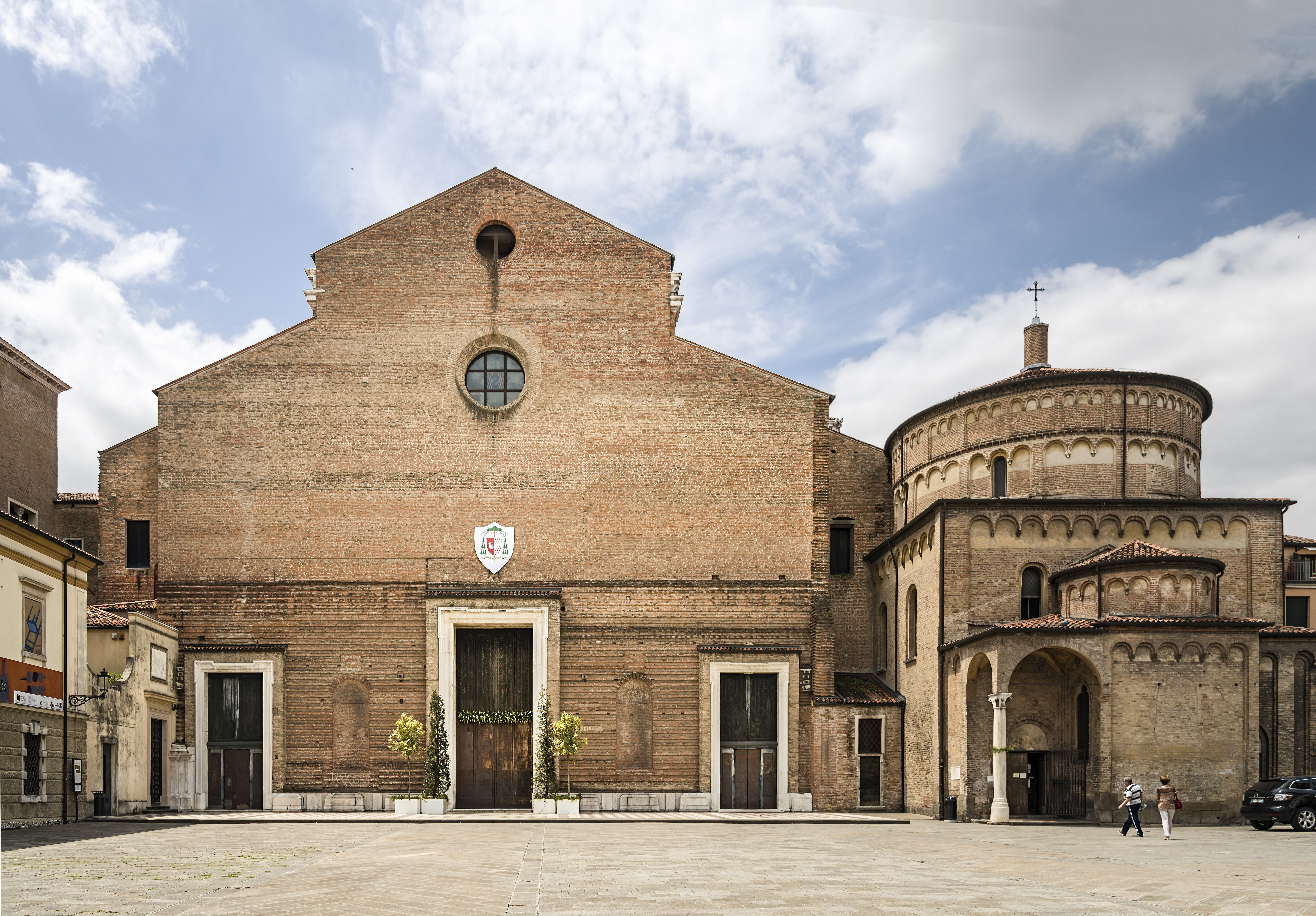
Kathedrale Sta. Maria Assunta und Baptisterium

- Auch die Universität liegt im Herzen der Stadt, im Palazzo del Bo (Kurzname Bo für Ochse [lat.: bovis]; nach einem einstigen Wirtshaus, das Ende des 15. Jahrhunderts dem Bau der Universität weichen musste). Bei Führungen sind das Anatomische Theater von 1594, die Lehrkanzel Galileis (er lehrte hier von 1592 bis 1610) und die Aula Magna zu besichtigen.
- Südöstlich der Universität steht auf der Piazza Antenore die Tomba di Antenore, das Grabmal des legendären Gründers von Padua Antenor von 1284. Neuere Untersuchungen haben jedoch einen Zusammenhang mit dem trojanischen Helden ausgeschlossen. Sie datieren die Gebeine und Beigaben, die 1274 aufgefunden worden sind, ins 10. Jahrhundert, wenn nicht früher (3.–4. Jahrhundert) n. Chr.
- Neben der Kathedrale Santa Maria Assunta steht das 1260 errichtete Baptisterium mit Fresken von Menabuoi (Weltkulturerbe). In der Kuppel beeindruckt die Darstellung des Christus Pantokrator in byzantinischer Manier.
- Im Südosten der Altstadt liegt das im 14. Jahrhundert mit Fresken von Jacopo da Verona (Weltkulturerbe) ausgeschmückte Oratorio San Michele.

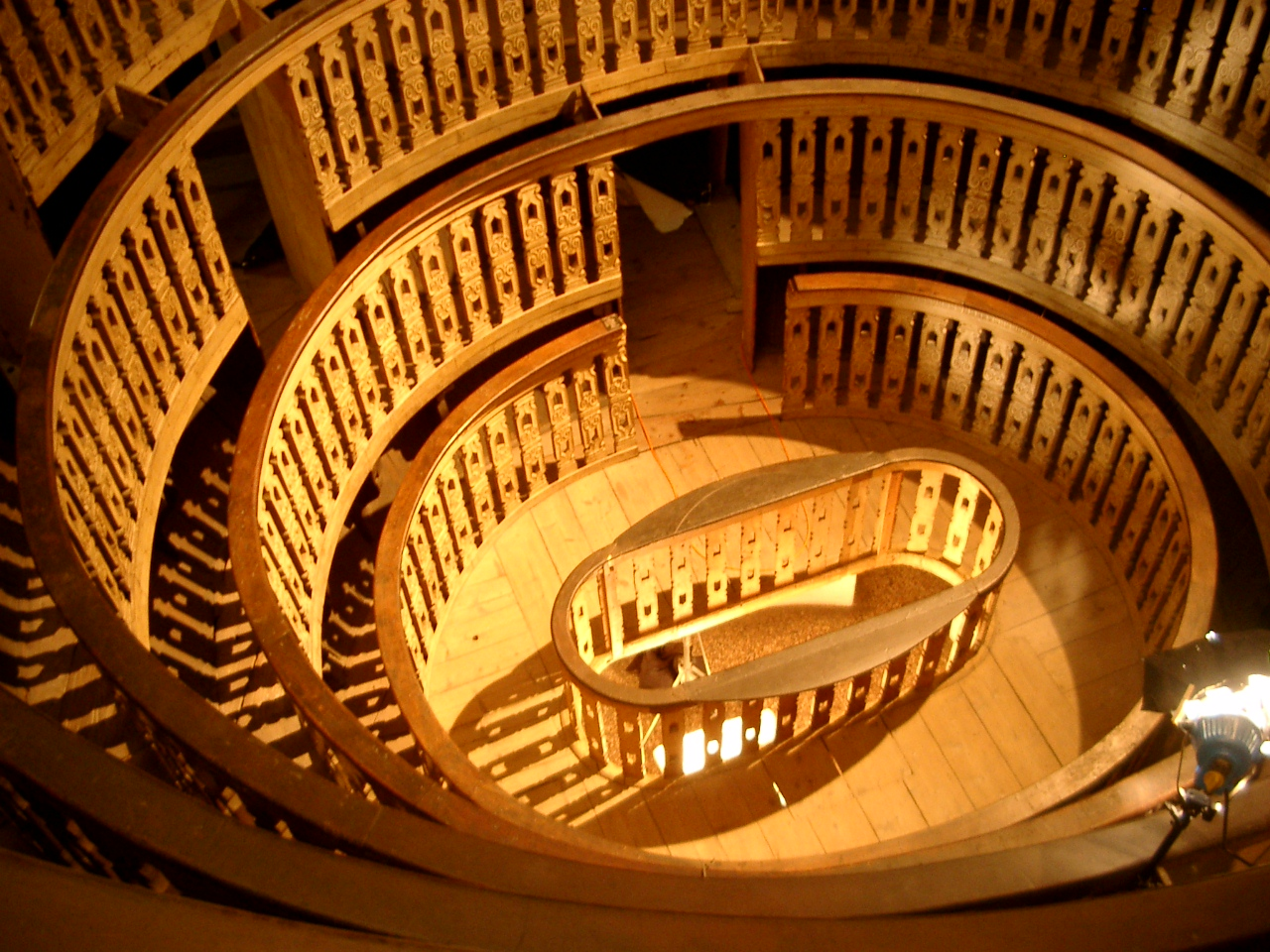
Das Anatomische Theater
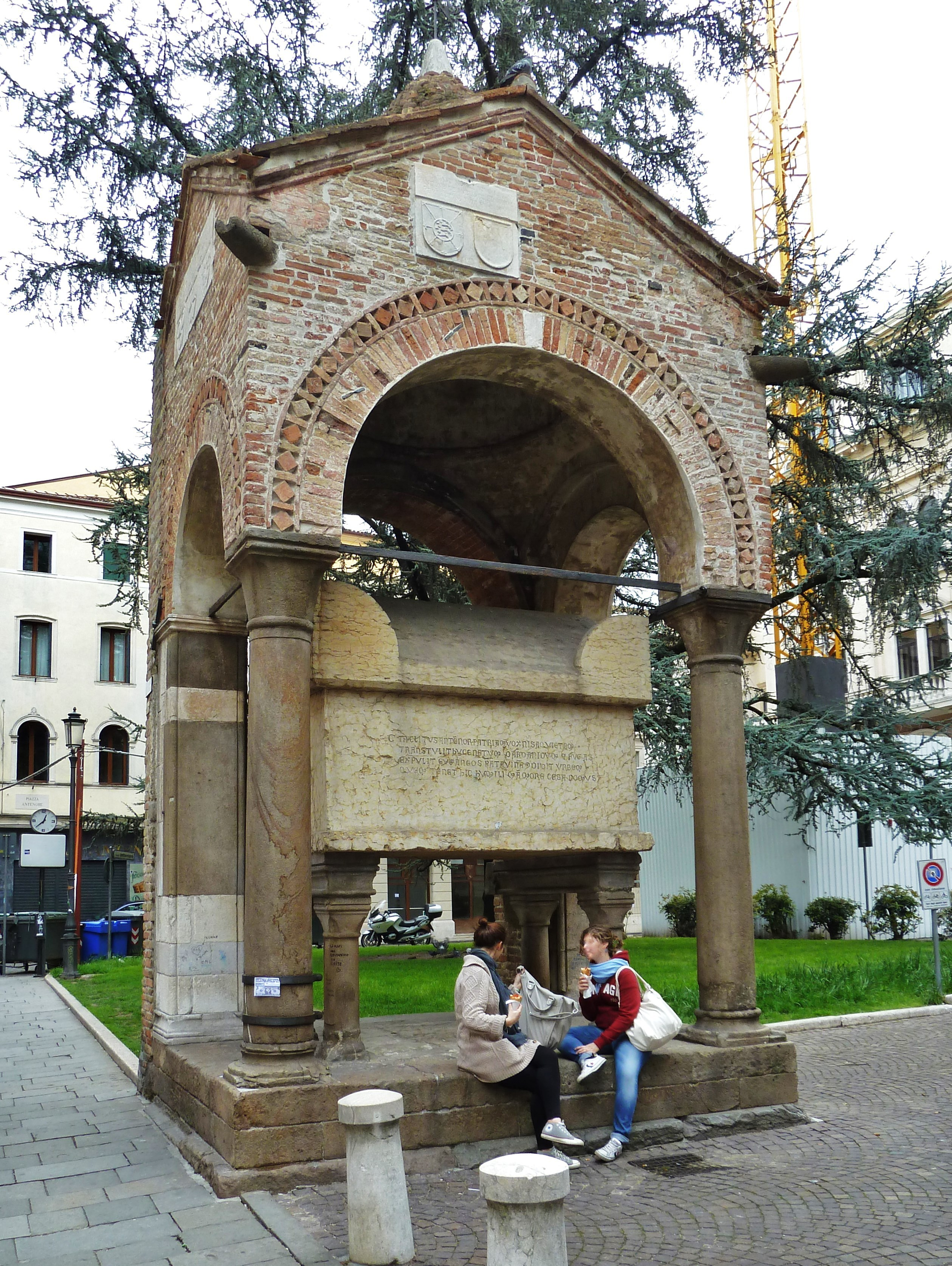
Tomba di Antenore, Grabmal des Antenor
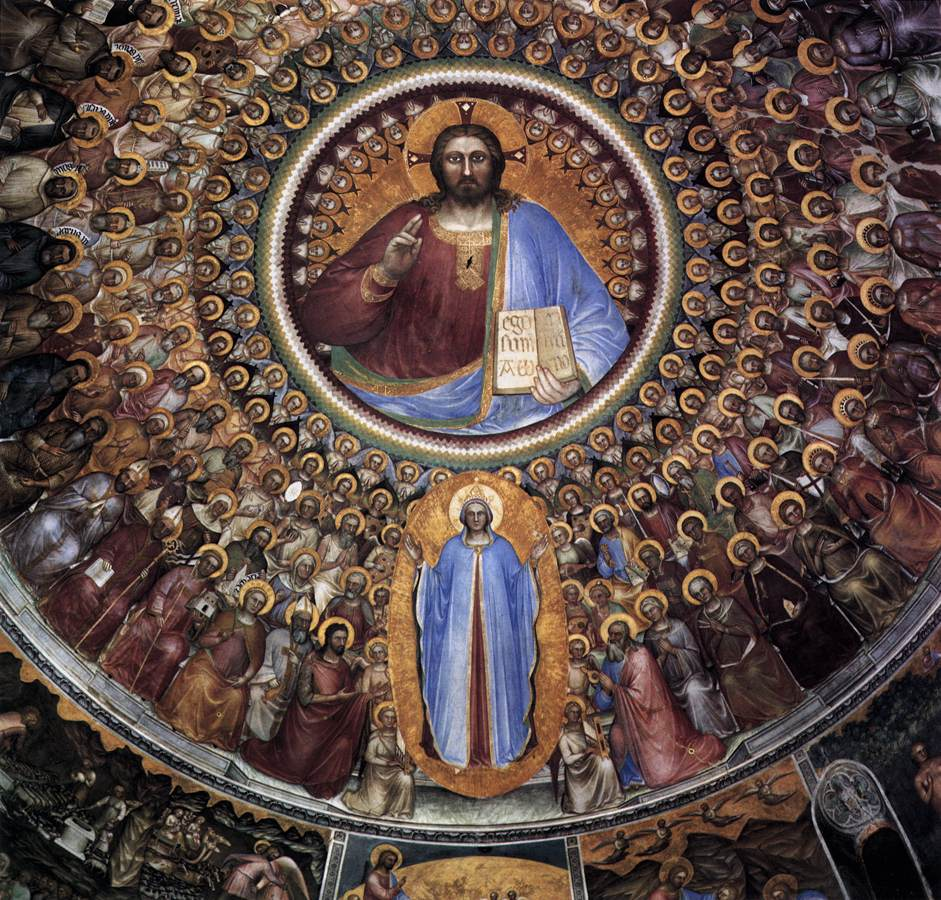
Baptisterium, Kuppelfresko

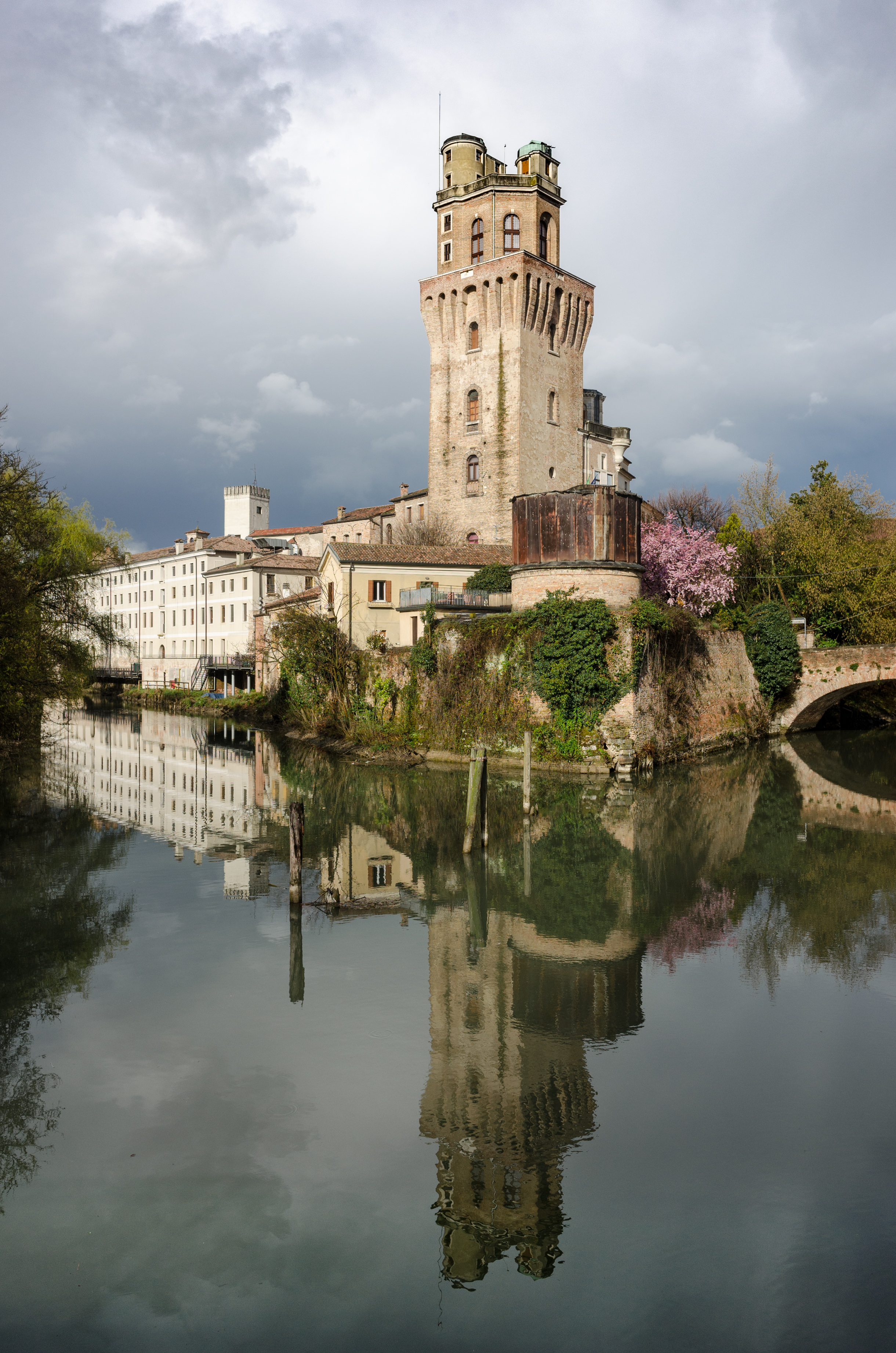
La Specola

- Im Norden der Altstadt steht die Chiesa degli Eremitani, die Kirche der Augustiner-Eremiten (13. Jahrhundert). Die von Goethe[25] überschwänglich bewunderten Fresken von Andrea Mantegna fielen 1944 überwiegend einem alliierten Bombenangriff zum Opfer. Nur 77 Quadratmeter des ursprünglich mehrere 100 Quadratmeter großen Freskos mit 88.000 kleinen Fragmenten wurden gerettet und eine Rekonstruktion auf mathematischer Grundlage durchgeführt.[26] Die ebenfalls in der Eremitani-Kirche befindlichen Fresken des Guariento di Arpo sind Teil des Weltkulturerbes.
- Die Loggia dei Carraresi (Via Accademia 7) ist der Rest der Reggia Carrarese, der einst ausgedehnten Residenz der Familie Carraresi (s. oben) aus dem 14. Jahrhundert. Im Sitzungssaal (ehemalige Privatkapelle) befinden sich Fresken von Guariento mit biblischen Szenen (Weltkulturerbe). Hier hängt auch ein Stadtplan Paduas von 1784. Die Loggia carrarese ist heute Sitz der Accademia Galileiana di Scienze, Lettere ed Arti.
- Auch das klassizistische Café Pedrocchi aus dem Jahr 1831, ehemals Treffpunkt der Intellektuellen, gehört zu den Sehenswürdigkeiten.
- Außerdem gibt es in den Resten der alten Burg (La Specola), in der sich das astronomische Institut der Universität befindet, ein Museum über die Geschichte und alte Unterrichtsmethoden der Astronomie.
- In der Altstadt befinden sich aus der Römerzeit einige der ältesten Segmentbogenbrücken der Welt, die heutzutage jedoch überwiegend unzugänglich liegen: der Ponte San Lorenzo, der Ponte Molino, der Ponte Altinate und der Ponte Corvo.
- Synagoge, erbaut 1584
- Palazzo delle Debite, erbaut 1874

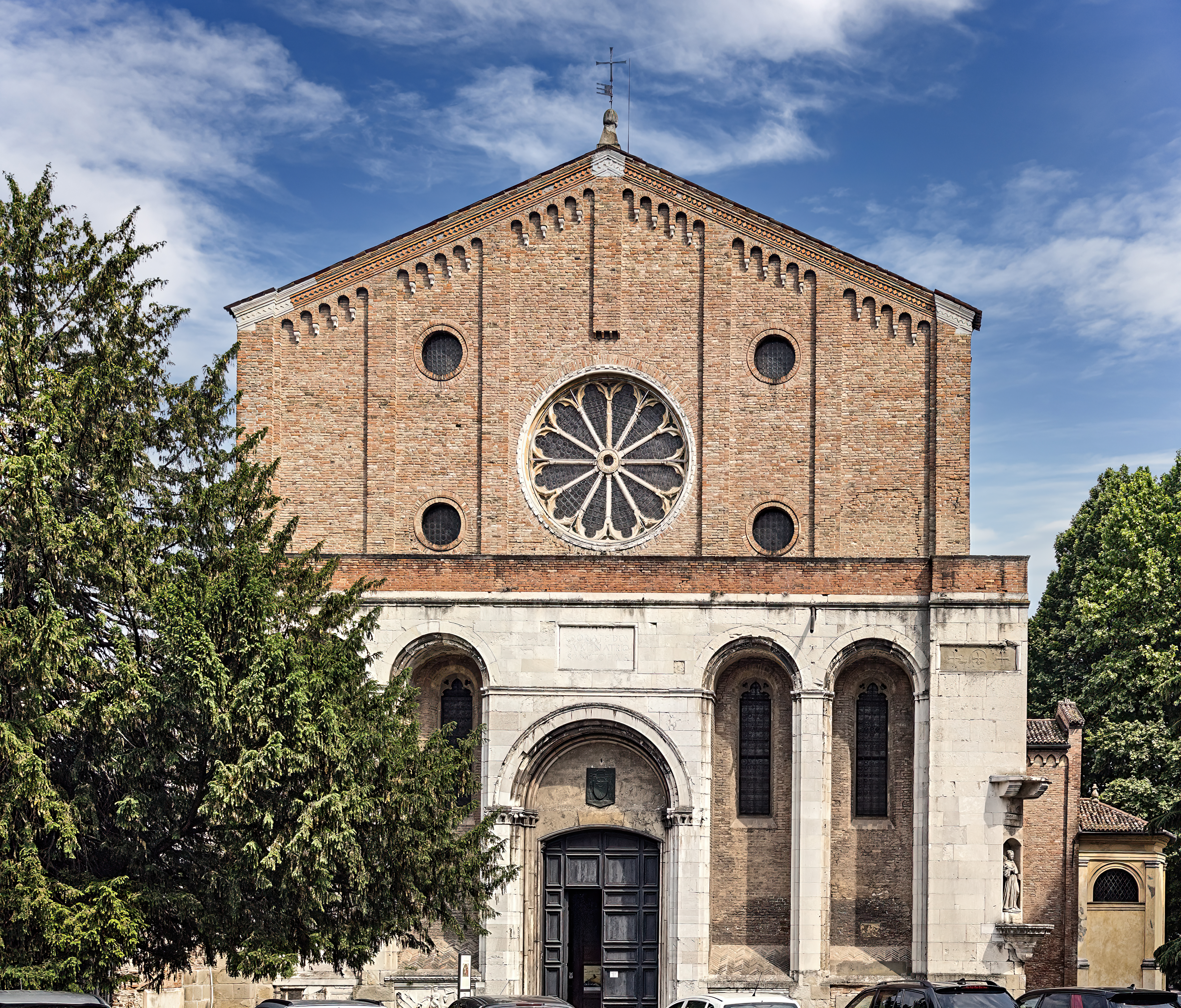
Chiesa degli Eremitani in Padua
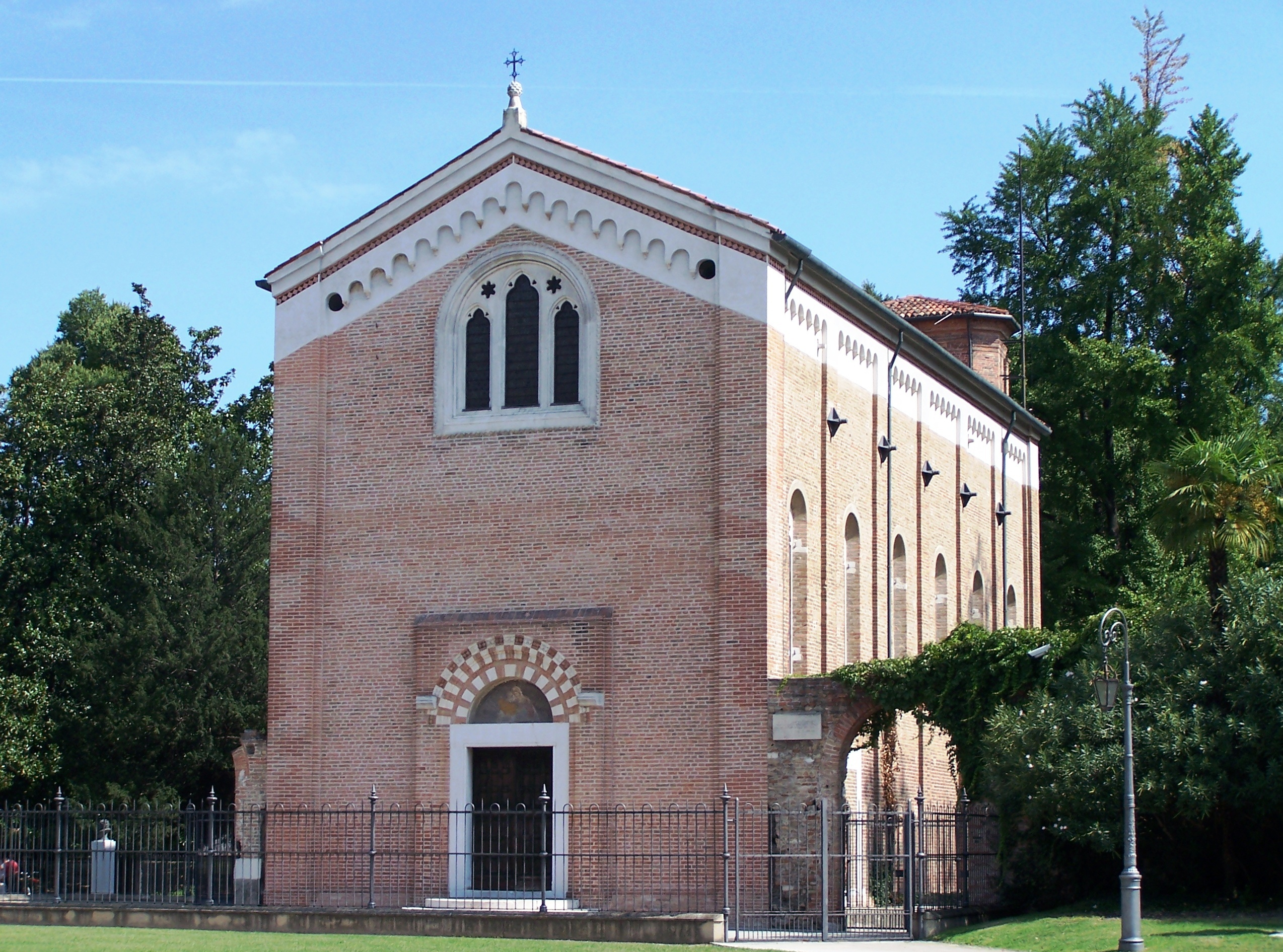
Scrovegni-Kapelle
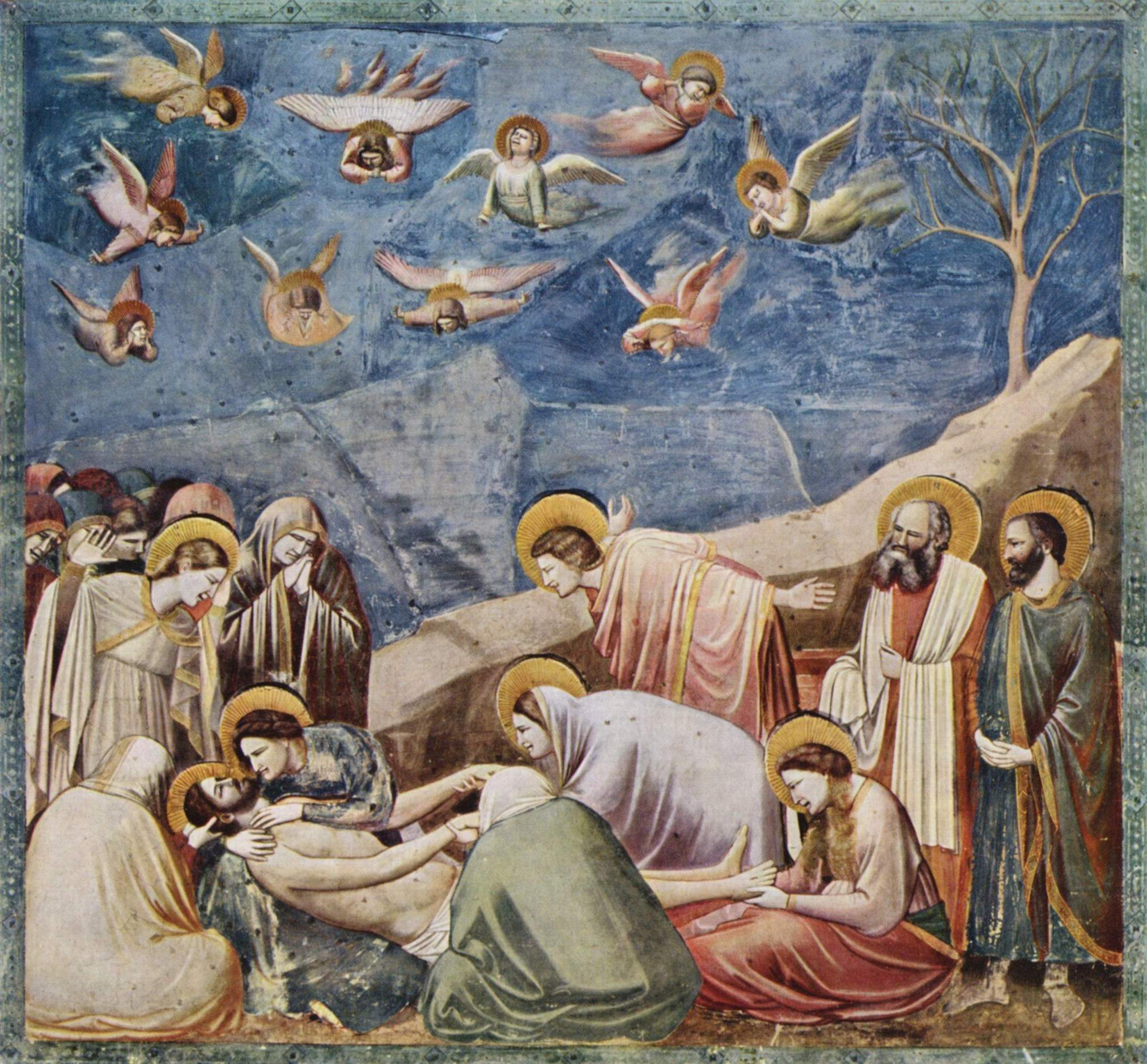
Giotto: Beweinung Christi, Scrovegni-Kapelle
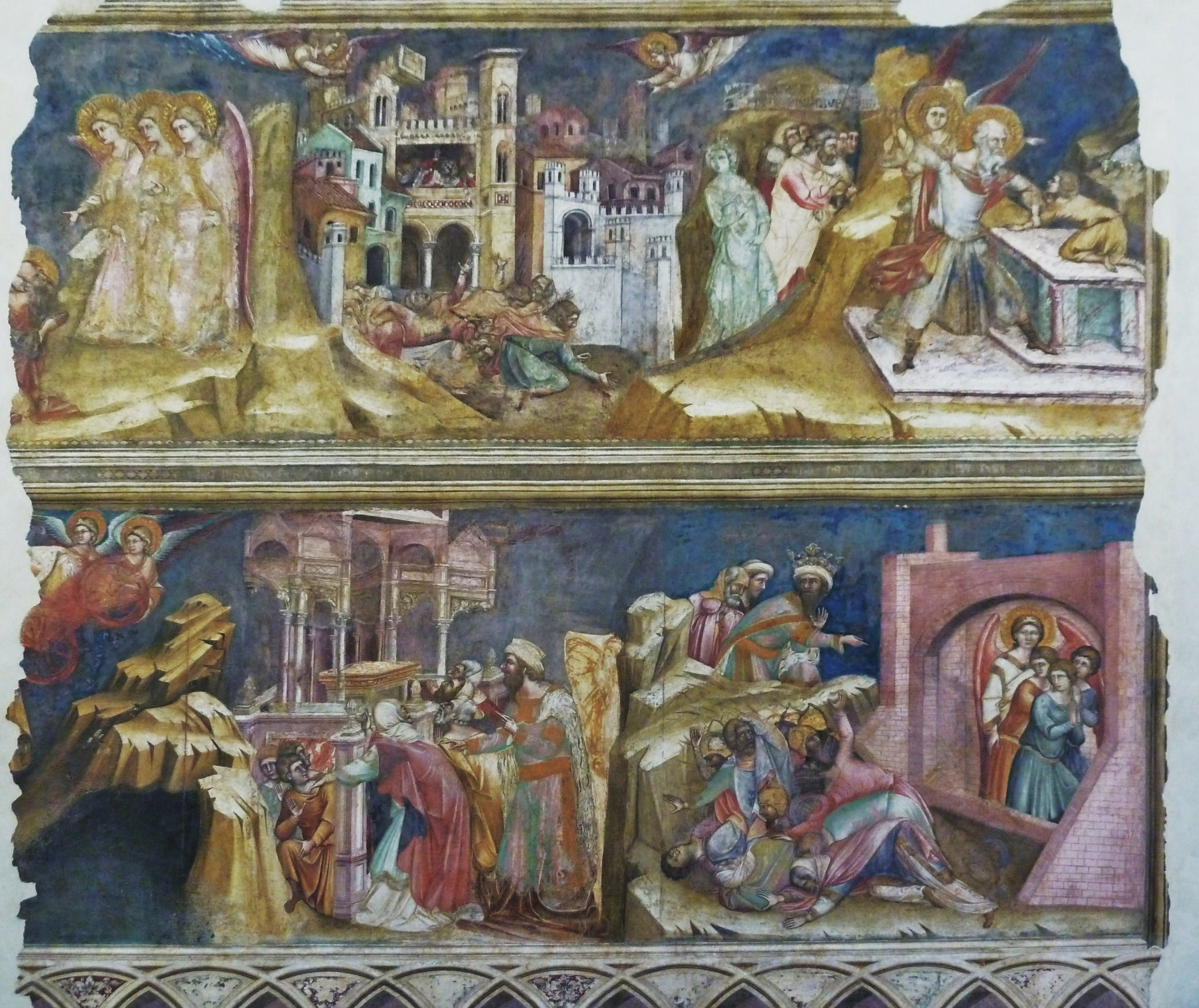
Loggia dei Carraresi, Fresken von Guariento
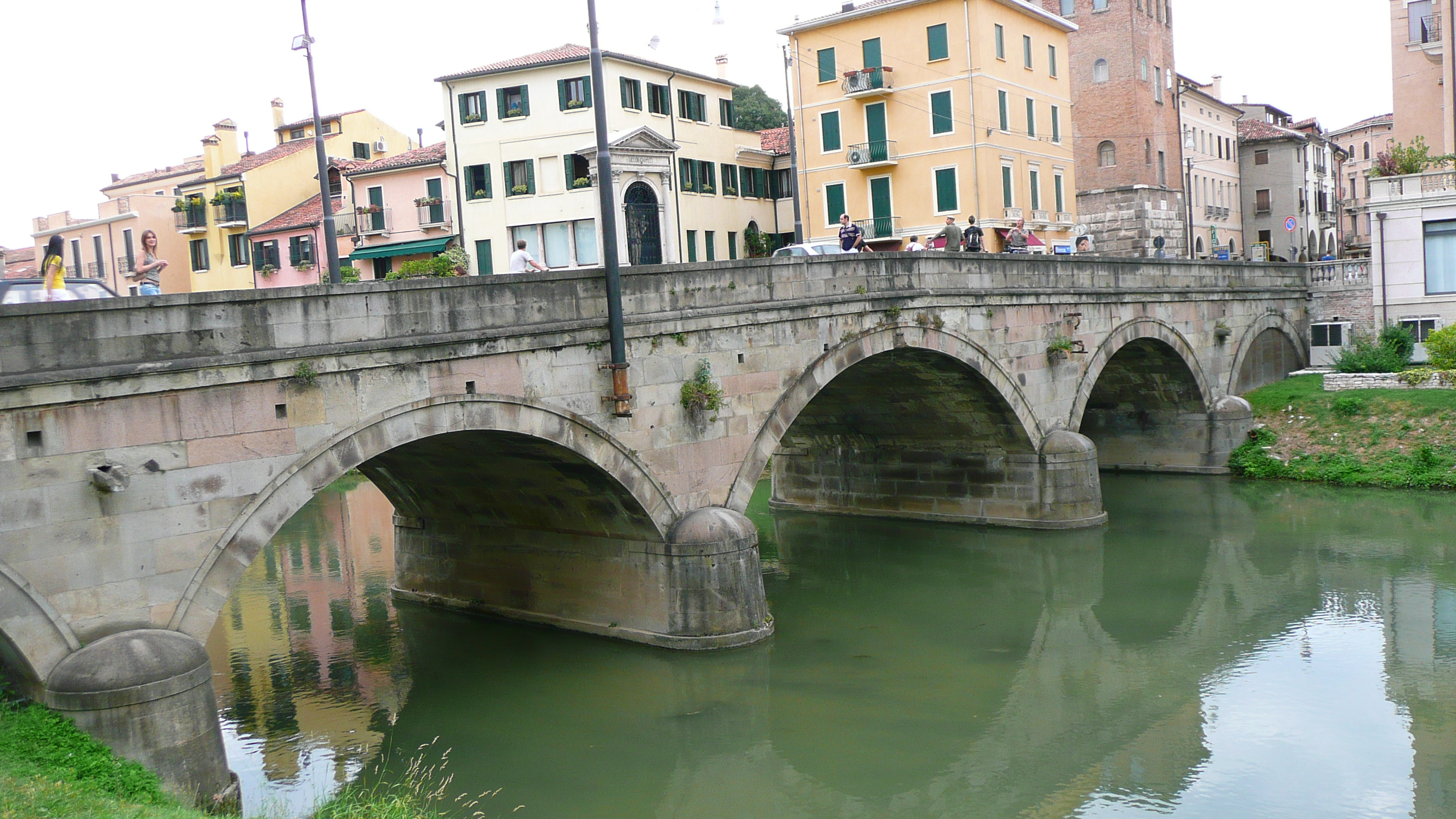
Römischer Ponte Molino
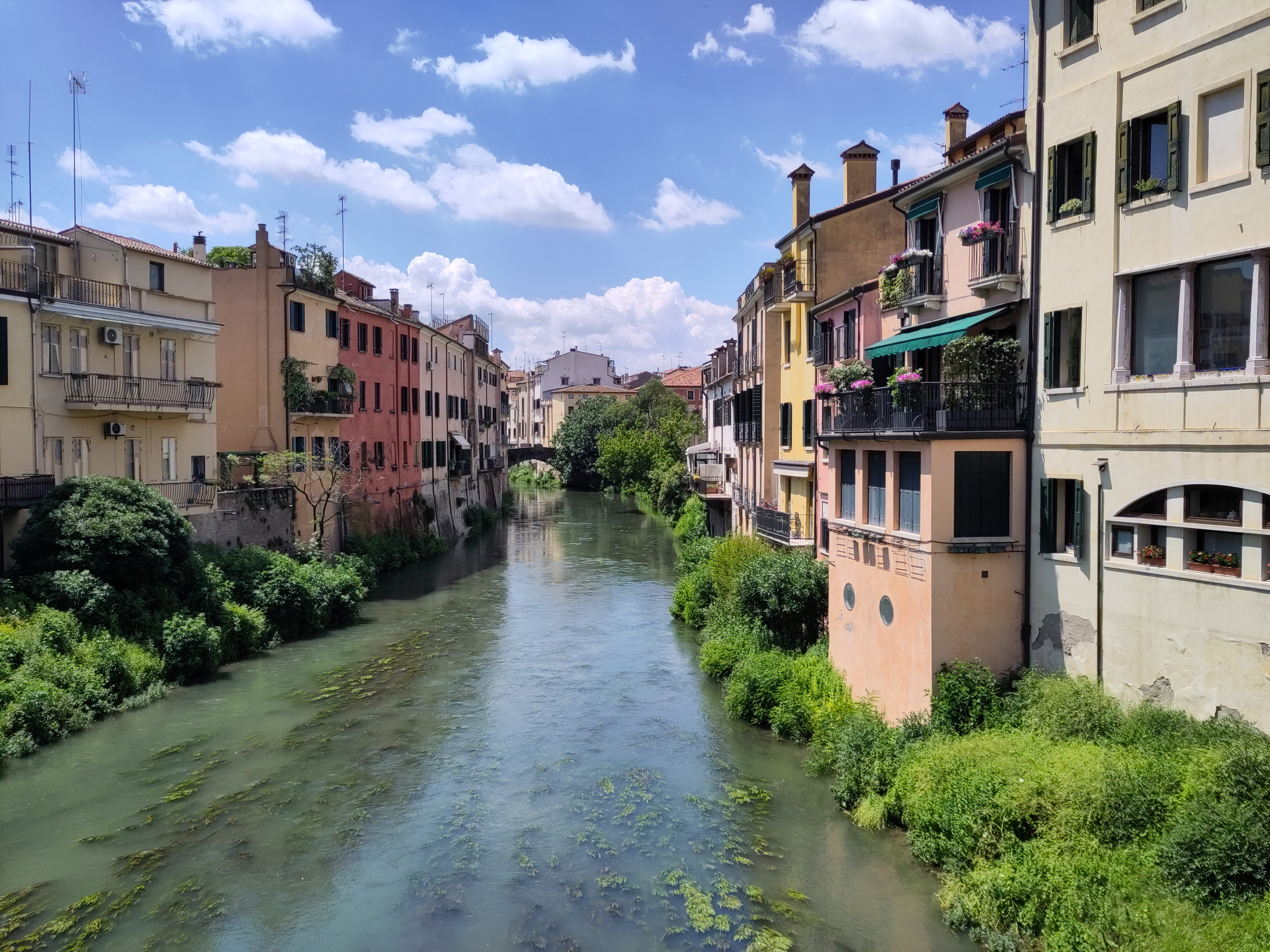
Tronco Maestro von der Ponte Molino aus

## Verkehr

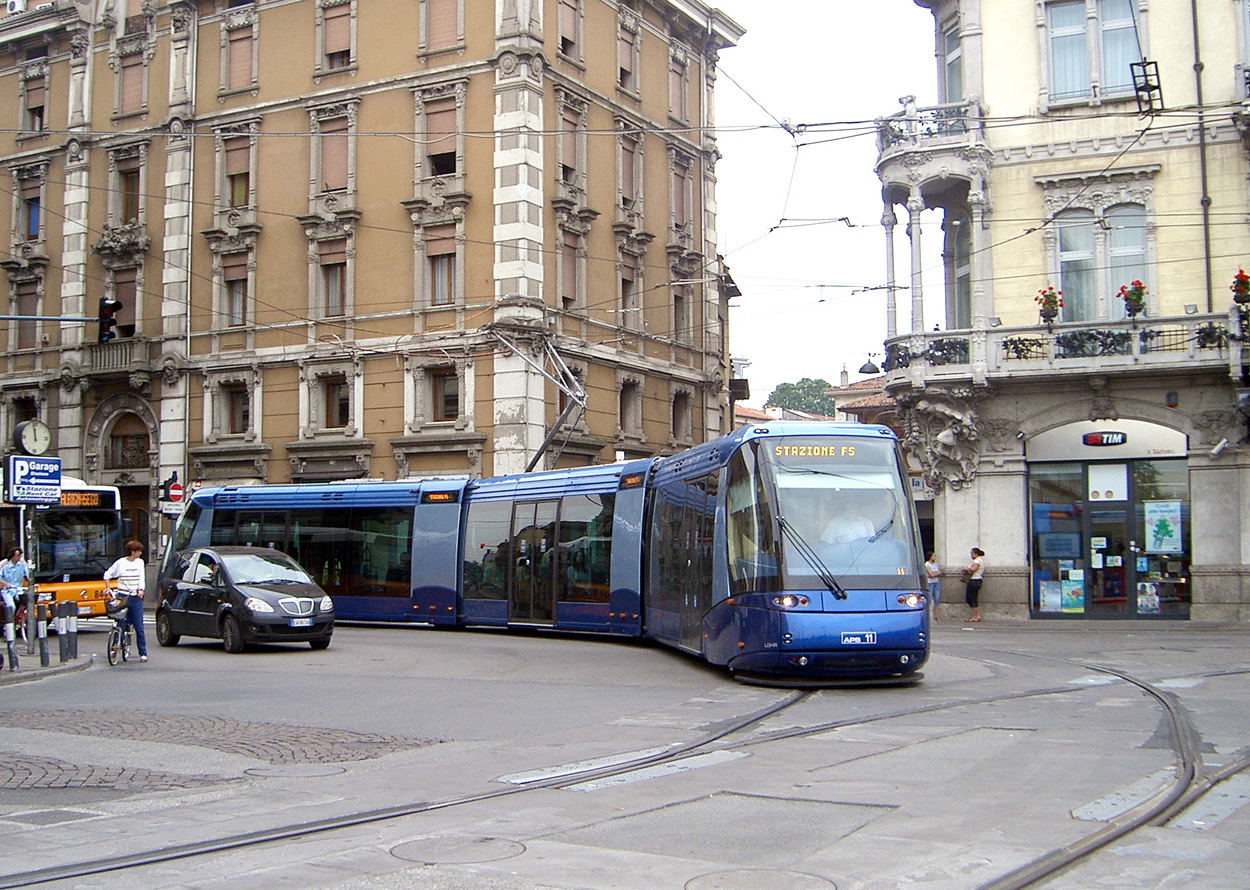
Translohr in Padua

Am 6. Dezember 2006 ging in Padua mit der Tranvia di Padova ein Translohr-System in Betrieb, eine sogenannte Tramway sur pneumatiques (französisch für Straßenbahn auf Gummireifen) des französischen Unternehmens Lohr Industrie. Diese Technik setzt eine mittig eingelassene Schiene ein. Die Fahrzeuge sind Zweirichtungs-Gelenkfahrzeuge, die nur auf spurgeführten Strecken fahren können. Auf einer Linie mit einer Länge von 10,5 Kilometern sind 14 Fahrzeuge im täglichen Einsatz. Eine Erweiterung zu einem Netz von vier Linien ist geplant.
Der Flugplatz Padua liegt an Paduas Via Sorio und wird als Verkehrslandeplatz betrieben.

## Sport
In Padua ist der Fußballverein Calcio Padova beheimatet, der nach dem Abstieg aus der Serie B nach der Saison 2018/19 wieder in der Girone B der Serie C spielt. Die Radrennbahn Velodromo Giovanni Monti ist die älteste Sportstätte Italiens und gleichzeitig das älteste kommunale Stadion Italiens.

## Padua in der Literatur
- Padua ist ein zentraler Handlungsort in William Shakespeares Der Widerspenstigen Zähmung.
- Ein Teil des Dramas Leben des Galilei von Bertolt Brecht spielt in Padua.
- In Theodor Fontanes Effi Briest waren Baron von Innstetten und Effi in ihren Flitterwochen in Padua.
- Mit Verweisen auf den heiligen Antonius wird Padua einige Male in Goethes Faust erwähnt.
- Johann Wolfgang von Goethe beschreibt in Italienische Reise. Auch ich in Arkadien unter dem 27. September 1786 Sehenswürdigkeiten in Padua.[27]
- Wilhelm Busch: Der heilige Antonius von Padua spielt in und um Padua.

## Persönlichkeiten
Bekannte Persönlichkeiten der Stadt sind in der Liste von Persönlichkeiten der Stadt Padua aufgeführt.

## Städtepartnerschaften
Die Stadt Padua unterhält folgende zehn Gemeindepartnerschaften:
| Stadt                | Land                   | seit | Typ                                    |
| -------------------- | ---------------------- | ---- | -------------------------------------- |
| Beira                | Mosambik               | 1995 | Partnerstadt (Città gemella)           |
| Boston               | Vereinigte Staaten     | 1983 | Partnerstadt (Città gemella)           |
| Cagliari             | Italien                | 2002 | Städtefreundschaft (Patti di amicizia) |
| Coimbra              | Portugal               | 1998 | Partnerstadt (Città gemella)           |
| Freiburg im Breisgau | Deutschland            | 1967 | Partnerstadt (Città gemella)           |
| Handan               | Volksrepublik China    | 1988 | Partnerstadt (Città gemella)           |
| Iași                 | Rumänien               | 1995 | Partnerstadt (Città gemella)           |
| Nancy                | Frankreich             | 1964 | Partnerstadt (Città gemella)           |
| Oxford               | Vereinigtes Königreich | 2019 | Partnerstadt (Città gemella)           |
| Zadar                | Kroatien               | 2003 | Partnerstadt (Città gemella)           |